# Alvis
Alvis (nombre por el que se conoce a la Alvis Car and Engineering Company Ltd) fue una empresa industrial británica radicada en Coventry, dedicada a la producción de automóviles, coches de carreras, motores de aviación, y vehículos blindados de combate. Fundada en 1919, estuvo operativa hasta 1967.
La fabricación de automóviles terminó después de que la compañía se convirtiera en una subsidiaria de Rover en 1965, aunque continuó la producción de vehículos blindados. Alvis pasó a formar parte de British Leyland y luego, en 1982, se vendió al grupo United Scientific Holdings, que se renombró a sí mismo como Alvis plc.

## Historia

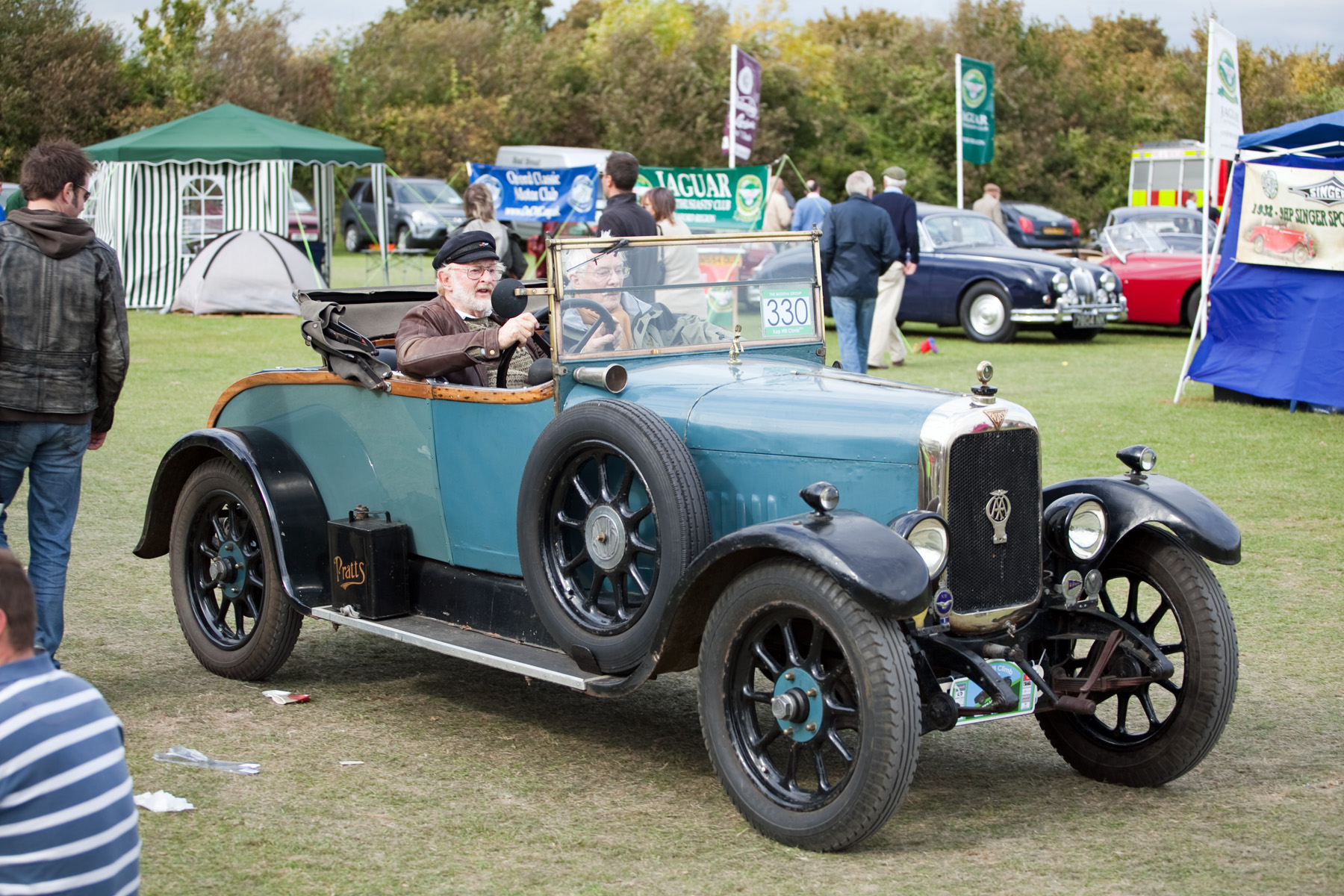
Alvis 12/40 abierto de dos asientos de 1923

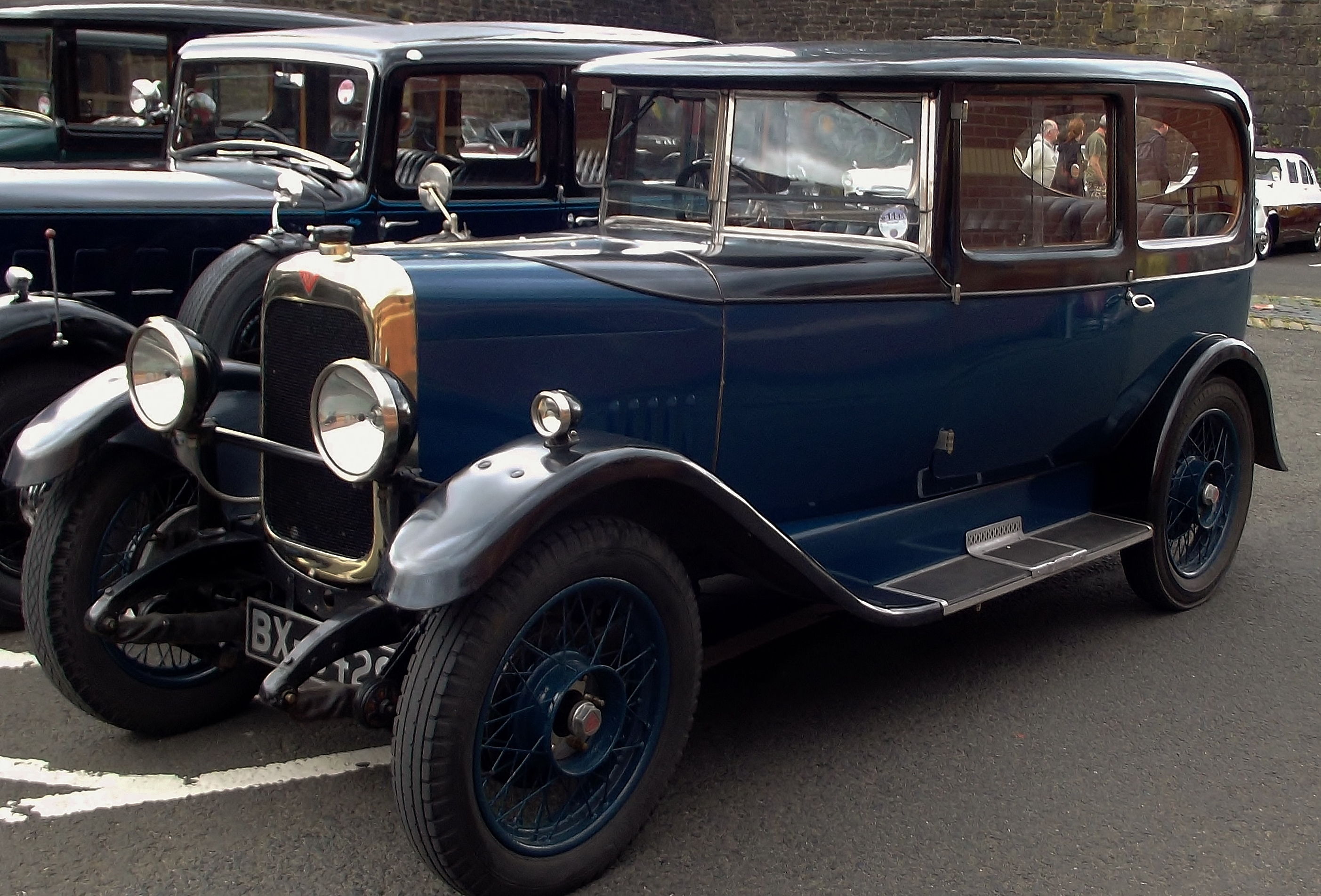
12/50 Sportsman 2-puertas sedán de 1928

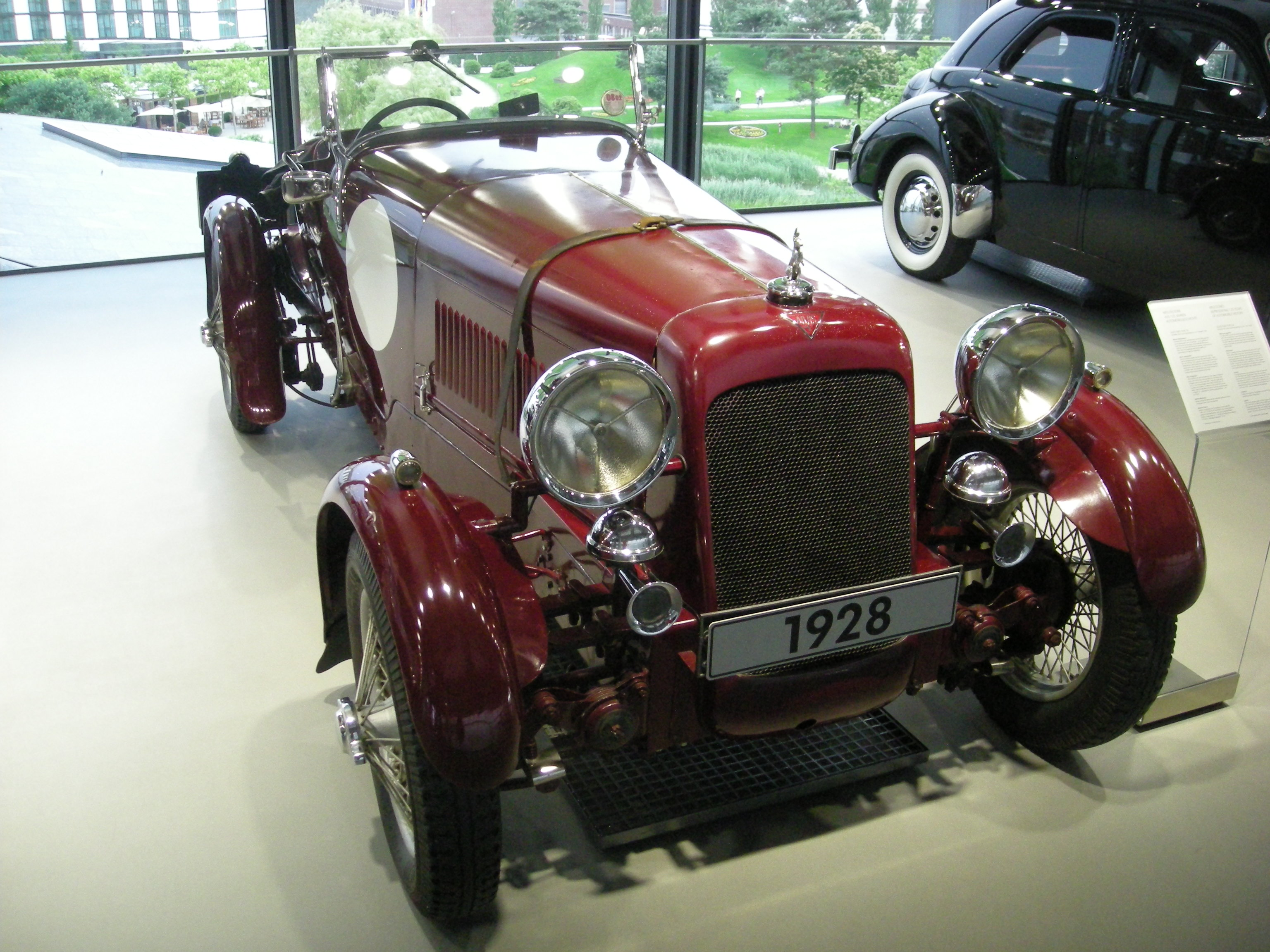
12/75 tracción delantera y dos asientos (réplica)

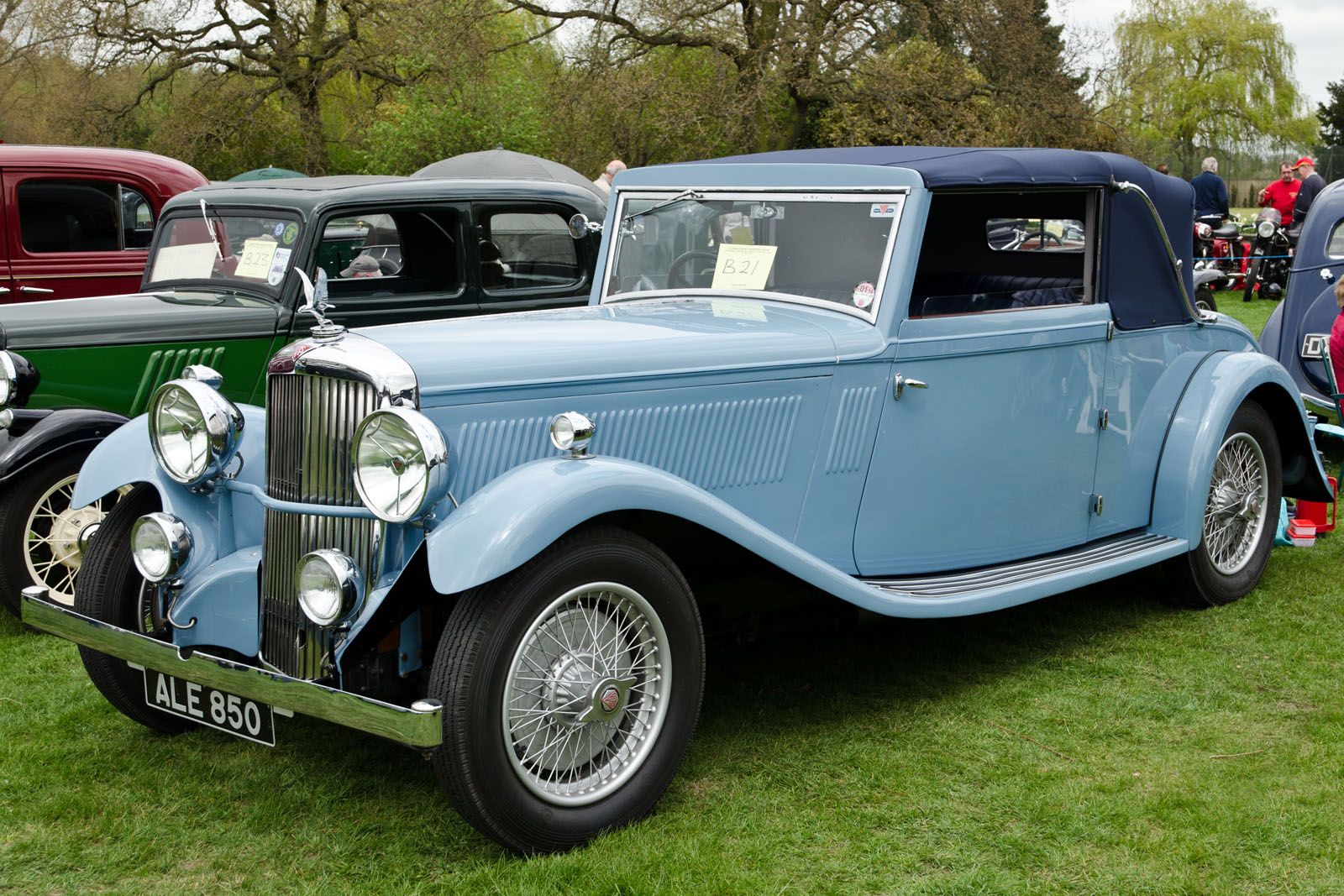
Crested Eagle cupé de 1933

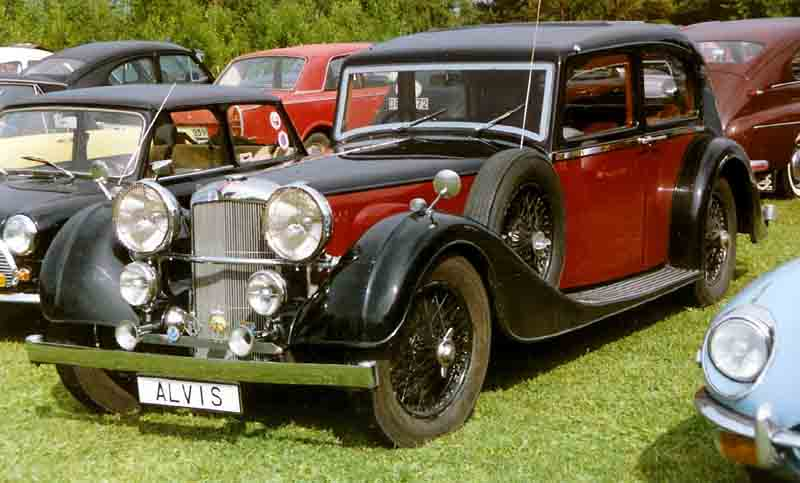
4.3 Litre sedán deportivo de 1938

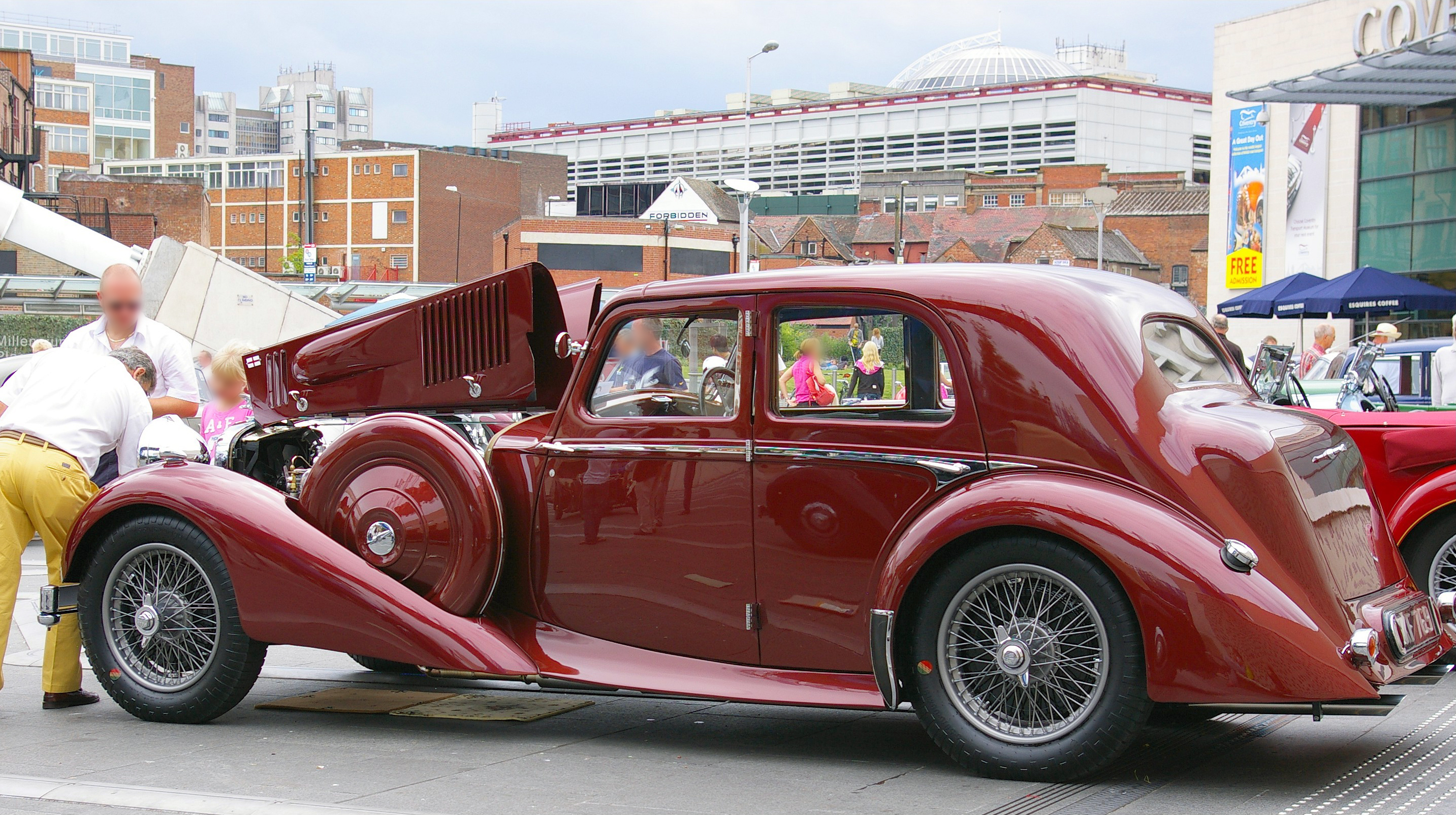
Speed 25 sedán deportivo de 1939

### Primeros años
La empresa original, T.G. John and Company Ltd., fue fundada en 1919 por Thomas George John (1880-1946). Sus primeros productos fueron motores fijos, carburadores y motocarros. A raíz de las quejas de la compañía aeronáutica Avro, cuyo logotipo tenía similitudes con el triángulo verde alado original, se acabó adoptando el familiar triángulo rojo invertido que incorpora la palabra "Alvis". El 14 de diciembre de 1921, la empresa cambió oficialmente su nombre a The Alvis Car and Engineering Company Ltd. Geoffrey de Freville (1883-1965) diseñó el primer motor Alvis y también fue el responsable del nombre de la empresa.
El origen del nombre "Alvis" ha sido objeto de distintas conjeturas a lo largo de los años. Algunos han sugerido que de Freville propuso el nombre Alvis como un compuesto de las palabras "aluminio" y "vis" (que significa "fuerza" en latín), o tal vez se haya derivado del armero mitológico nórdico, Alvíss. Sin embargo, De Freville rechazó enérgicamente todas estas teorías. En 1921 declaró específicamente que el nombre no tenía ningún significado y fue elegido simplemente porque se podía pronunciar fácilmente en cualquier idioma. Lo confirmó a principios de la década de 1960, afirmando que cualquier otra explicación del origen del nombre era pura coincidencia.
La producción se trasladó a Holyhead Road en Coventry, donde de 1922 a 1923 también fabricaron el Buckingham, un modelo de automóvil producido originalmente por la Buckingham Engineering Company. En 1922, George Thomas Smith-Clarke (1884-1960) dejó su trabajo como asistente del director de fábrica en Daimler y se unió a Alvis como ingeniero jefe y director de fábrica. Smith-Clarke estuvo acompañado por William M. Dunn, quien también dejó su trabajo como delineante en Daimler para convertirse en proyectista jefe en Alvis. Esta asociación duró casi 28 años y propició la producción de algunos de los productos más exitosos en la historia de la compañía. Smith-Clarke se fue en 1950, y Dunn asumió el puesto de Smith-Clarke como ingeniero jefe, permaneciendo en ese puesto hasta 1959.
El primer diseño de un propulsor de De Freville fue un motor de cuatro cilindros en línea con pistones de aluminio y lubricación a presión, algo inusual para la época. El primer modelo de automóvil que utilizó el motor de De Freville fue el Alvis 10/30, que se convirtió en un éxito de ventas instantáneo y sirvió para establecer la reputación de mano de obra de calidad y rendimiento superior por la que la empresa se hizo famosa. El motor original de válvulas laterales del 10/30 se mejoró, convirtiéndose en 1923 en el motor OHV del Alvis 12/50, un automóvil deportivo de gran éxito que se produjo hasta 1932.
1927 vio la introducción del Alvis 14.75 de seis cilindros, cuyo motor se convirtió en la base de la larga línea de lujosos Alvis de seis cilindros producidos hasta el estallido de la Segunda Guerra Mundial. Estos coches eran elegantes y estaban llenos de innovaciones técnicas. La suspensión delantera independiente y la primera caja de cambios totalmente sincronizada del mundo llegaron en 1933, seguidos del servofreno. El modelo Alvis 12/75 se introdujo en 1928, y contaba con numerosas innovaciones, como tracción delantera, frenos internos, árbol de levas superior y, como opción, un compresor volumétrico tipo Roots.
Al igual que con muchas empresas de ingeniería de lujo de la época, Alvis no producía su propia carrocería, sino que confiaba en los muchos carroceros disponibles en el área de las Midlands, como Carbodies, Charlesworth Bodies, Cross & Ellis, Duncan Industries, E. Bertelli Ltd, Grose, Gurney Nutting, Hooper, Lancefield Coachworks, Martin Walter, Mayfair Carriage Co, Mulliners, Tickford, Vanden Plas, Weymann Fabric Bodies y Arnold de Mánchester. Se conservan varios de estos coches con carrocerías únicas de otros diseñadores, como Holbrook, un carrocero estadounidense.
En 1936, el nombre de la empresa se acortó a Alvis Ltd, y las divisiones de motores de aviones y vehículos blindados se agregaron a la empresa al comienzo de la Segunda Guerra Mundial. Smith-Clarke diseñó varios modelos durante las décadas de 1930 y 1940, incluidos el modelo Speed 20 de seis cilindros, el Speed 25 y el modelo Alvis 4.3 Litre.

### Segunda Guerra Mundial
La producción de automóviles se suspendió inicialmente en septiembre de 1939 tras el estallido de la guerra en Europa, pero luego se reanudó y la producción del 12/70, Crested Eagle, Speed 25 y 4.3 Liter continuó hasta bien entrado 1940. La fábrica de automóviles sufrió graves daños el 14 de noviembre de 1940 como resultado de varios bombardeos sobre Coventry por parte de la Luftwaffe alemana, aunque irónicamente la fábrica de armamentos sufrió pocos daños. Se perdió mucho equipo de corte y otro utillaje valioso, de forma que la producción de automóviles se suspendió durante la guerra, reanudándose solo durante la última parte de 1946. A pesar de ello, Alvis participó en la producción de guerra fabricando motores de aviación (como subcontratista de Rolls-Royce Limited) y otros equipos de aeronaves en su factoría en la sombra.

### Posguerra

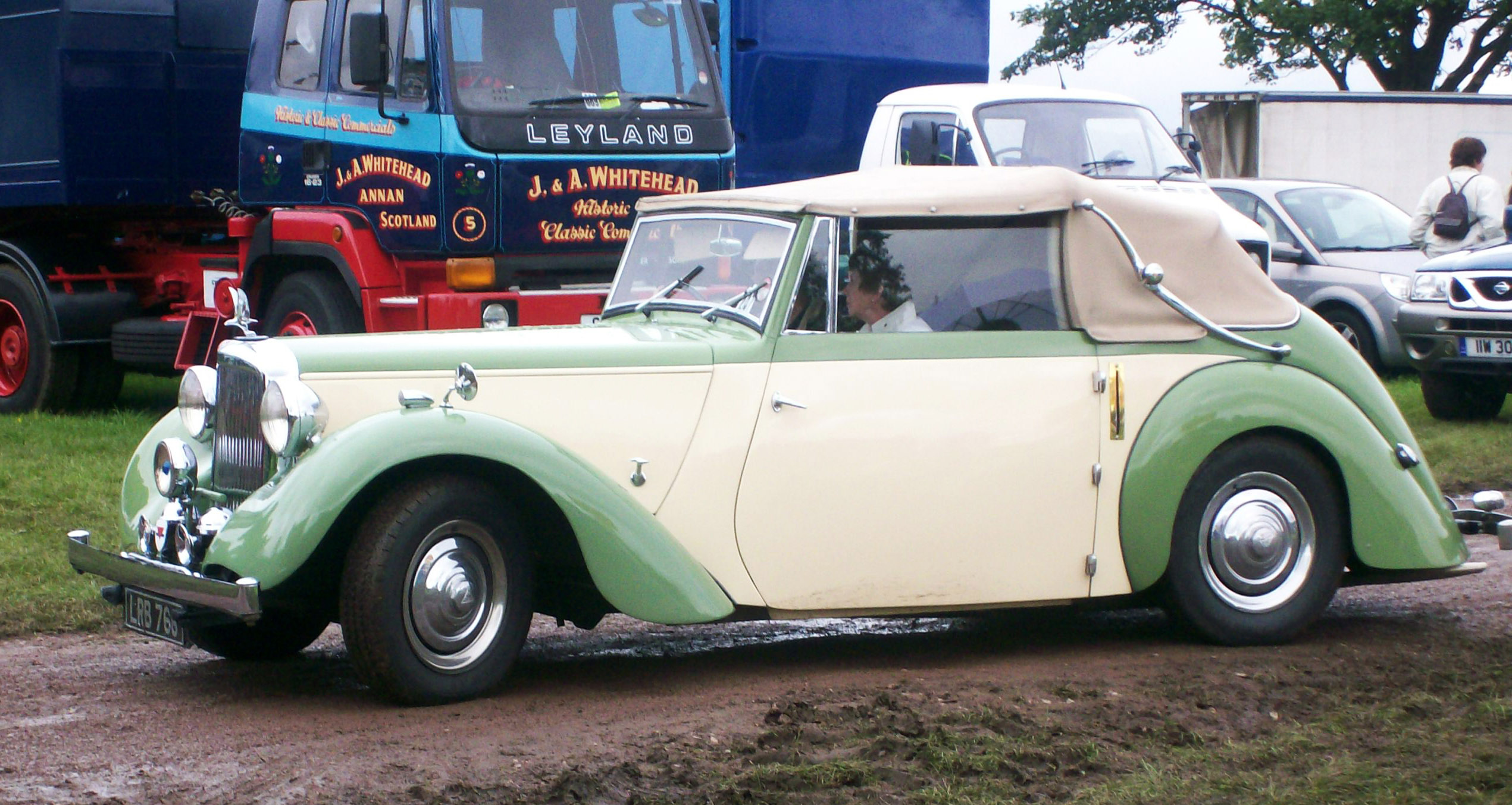
Catorce cupé-cabriolé de 1948

La producción se reanudó con un modelo de cuatro cilindros, el TA 14, basado en el 12/70 de antes de la guerra. Un automóvil sólido, fiable y atractivo, el TA 14 encajaba bien con el sobrio estado de ánimo de austeridad en la Gran Bretaña de la posguerra, pero gran parte de la magia asociada a los modelos potentes y deportivos de antes de la guerra había desaparecido, y no sobraban los clientes para un automóvil tan particular. Alvis no solo había perdido su fábrica de automóviles, sino que muchos de los carroceros de antes de la guerra tampoco habían sobrevivido, y otros muchos habían sido adquiridos rápidamente por otros fabricantes. La historia de la posguerra de Alvis estuvo dominada por la búsqueda de carrocerías fiables y a un precio razonable.

### 1950

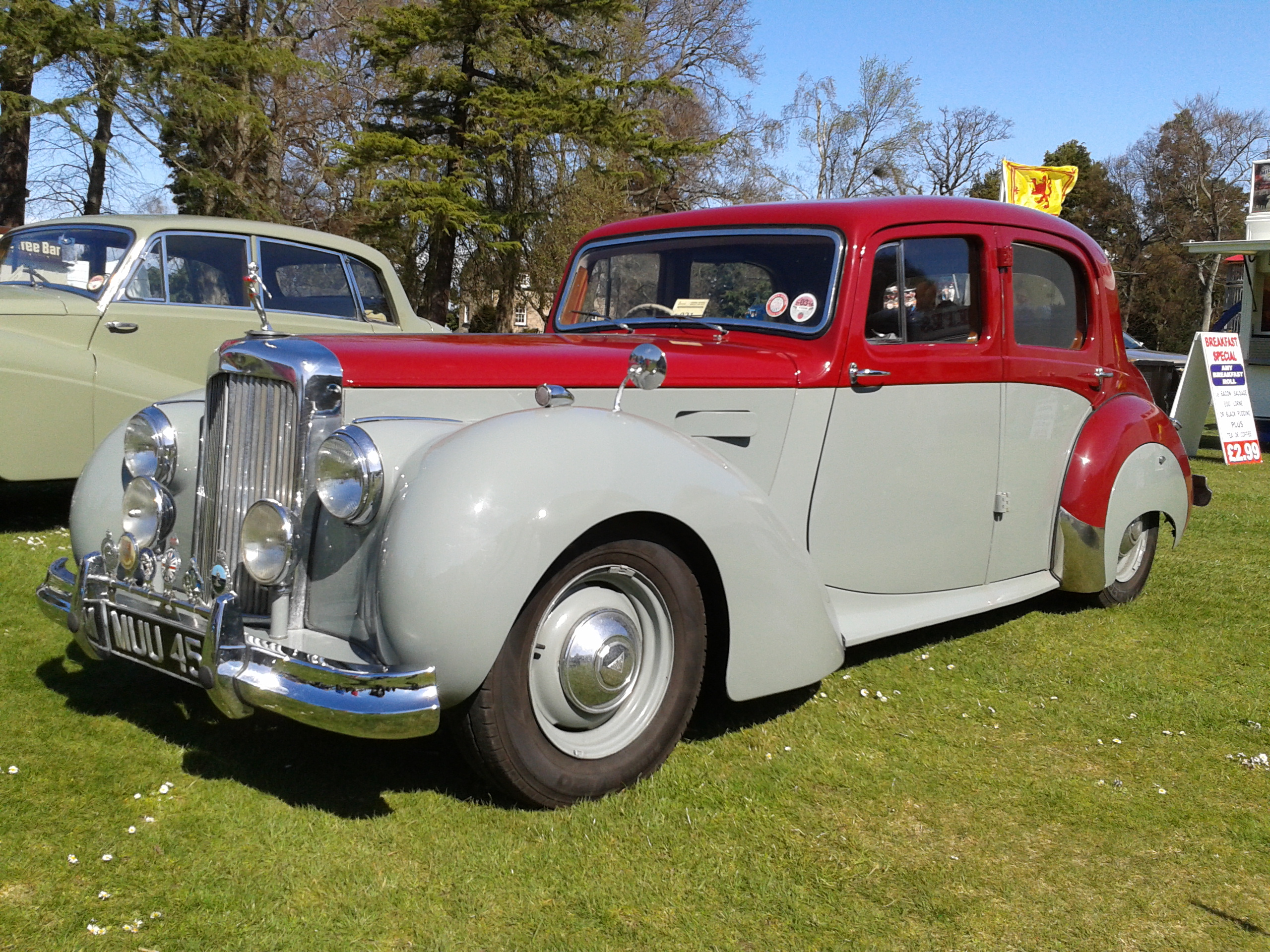
Tres Litros sedán deportivo de 1952

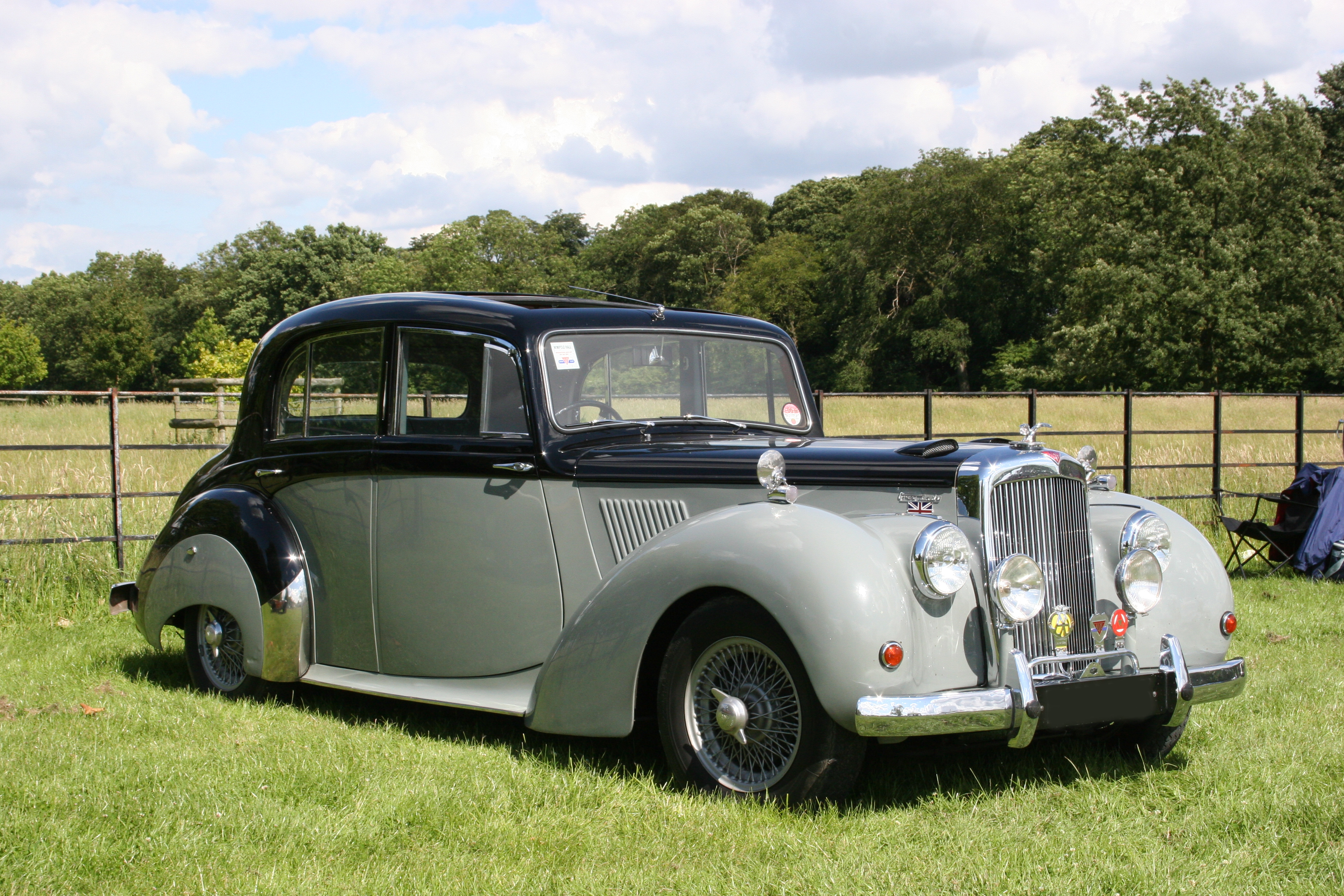
Tres Litros TC 21/100 Grey Lady sedán deportivo

Smith-Clarke se jubiló en 1950 y Dunn asumió el cargo de ingeniero jefe. Antes de retirarse, ideó el prototipo Alvis 3L3, origen del TA21 en 1947, con carrocería TA14 y un motor de seis cilindros y 3 litros, utilizando ya en su retiro el prototipo del Alvis 3L3 como su automóvil personal. En 1950 se anunció un nuevo chasis basado en el TA14 y un motor de seis cilindros y 3 litros. Este motor de gran éxito se convirtió en la base de todos los modelos Alvis hasta que cesó la producción en 1967. Las carrocerías tipo sedán para el TA 21, como se llamaba al nuevo modelo, nuevamente vinieron de Mulliners de Birmingham como lo habían hecho para el TA 14, con Tickford produciendo el descapotable. Pero con el primero de estos carroceros comprometido en octubre de 1954 a suministrar solo a Standard Triumph (nuevo propietario desde 1958) y el segundo siendo adquirido por David Brown, propietario de Aston Martin Lagonda a fines de 1955, estaba claro que se tendrían que encontrar nuevos proveedores. Algunos de los diseños más originales y hermosos sobre el chasis de 3 litros fueron producidos por el maestro carrocero Herman Graber de Suiza y, de hecho, estos coches, a menudo diseñados de manera exclusiva, son muy buscados hoy en día. Graber había comenzado a utilizar el chasis TA 14 poco después de la guerra, construyendo tres cupés "Tropic" que fueron muy admirados. Cuando se introdujo el chasis con el motor de tres litros, sus carrocerías exhibidas en las ferias del motor de Ginebra en 1951 y 1952 atrajeron suficiente interés para que Graber estableciera un pedido permanente de 30 chasis por año. Los cupés Graber fabricados en Suiza se exhibieron en el stand de Alvis en los salones del automóvil de París y Londres en octubre de 1955.
Con una licencia vigente, desde finales de 1955 todas las carrocerías de Alvis se basaron en los diseños de Graber. Sin embargo, se construyeron pocos chasis y pocas carrocerías durante los dos años siguientes. Alrededor de 15 o 16 TC108/G fueron construidos por Willowbrook Limited de Loughborough, que sería absorbida posteriormente por Duple Coachbuilders. Durante los mismos dos años, Graber fabricó 22 TC 108G y se quejó de que si hubiera recibido chasis se habría comprometido a comprar 20 al año. Solo después de finales de 1958, con el lanzamiento del TD 21, se reanudó algo parecido a la producción a gran escala, ya que la subsidiaria de Rolls-Royce, Park Ward, comenzó a construir las nuevas carrocerías, ahora modificadas en muchos pequeños detalles. Estos coches, el TD 21 y sus variantes posteriores, el TE 21 y finalmente el TF 21 son automóviles bien construidos, atractivos y rápidos. Sin embargo, a mediados de la década de 1960 estaba claro que con un precio de casi el doble que el del Jaguar producido en serie, el final no podía estar muy lejos.
De 1952 a 1955 Alec Issigonis, el posterior creador del Mini, trabajó para Alvis y diseñó un nuevo modelo con un motor V8, que resultó demasiado caro de producir.

### 1960

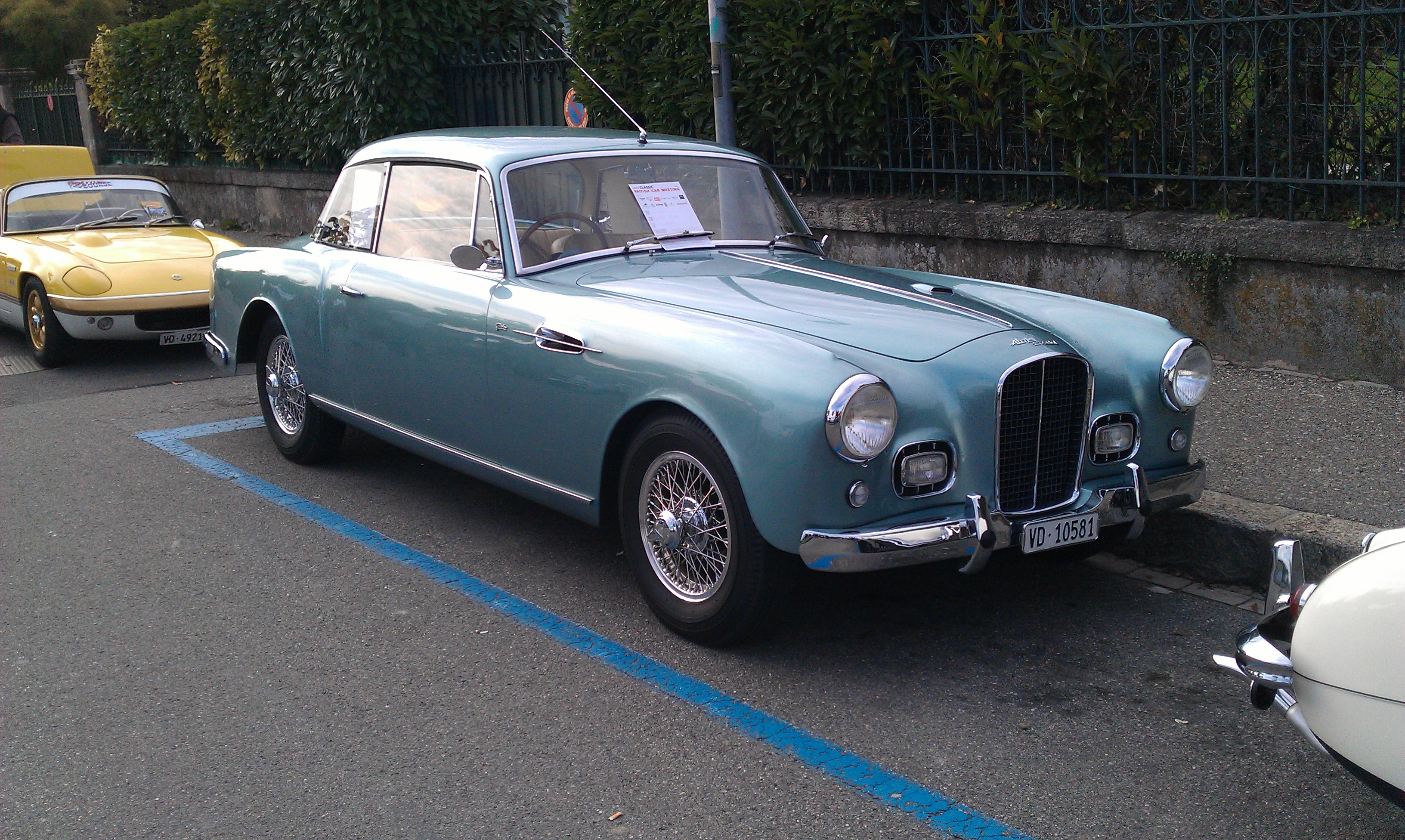
Tres Litros TC 108G cupé de 1957

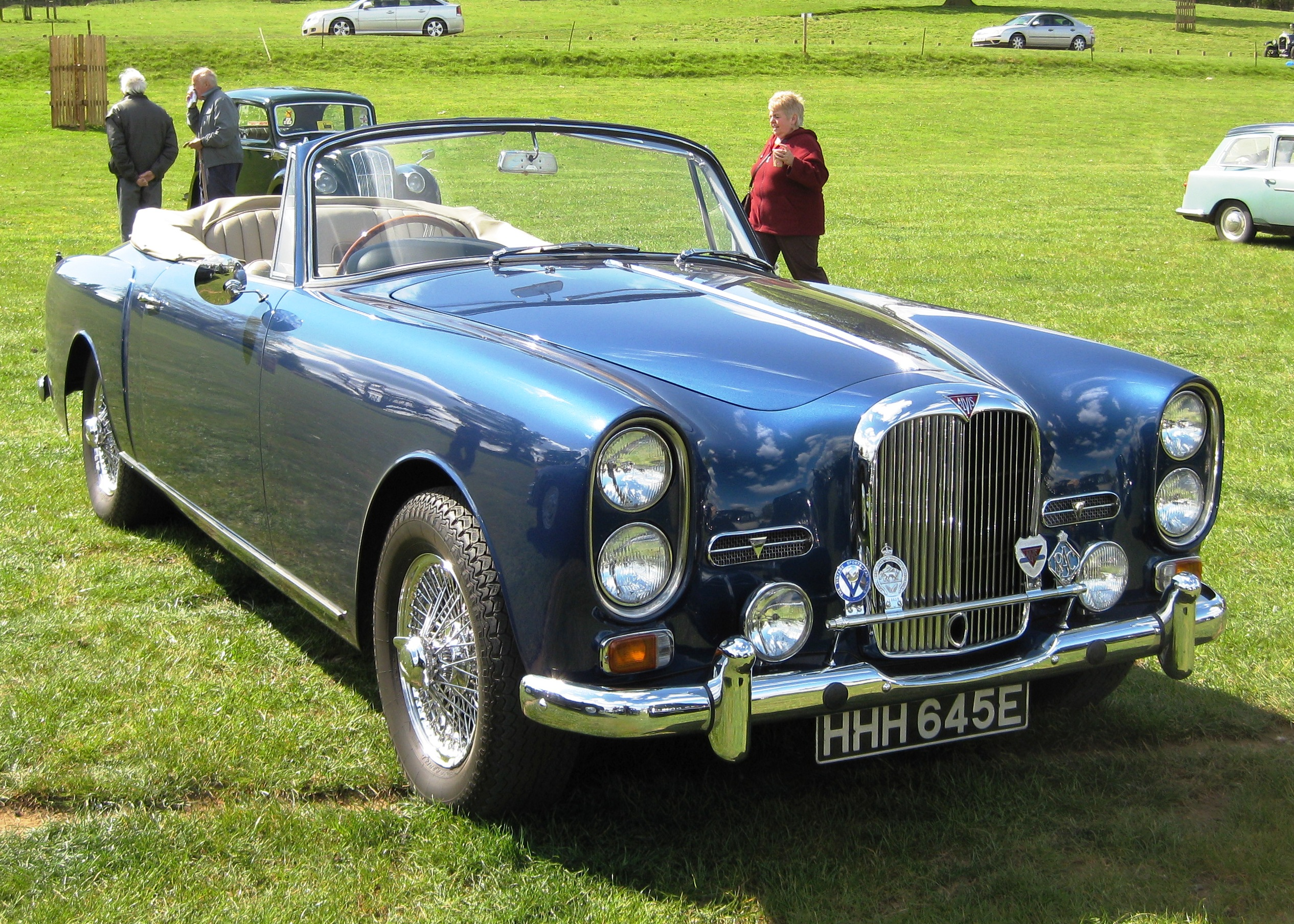
Tres Litros serie IV cupé o cabriolé de 1967

Rover tomó una participación mayoritaria en Alvis en 1965 y se rumoreaba que un prototipo V8 cupé de motor central diseñado por Rover, denominado P6BS, era el nuevo modelo de Alvis. Pero con la adquisición por parte de British Leyland, el proyecto sería archivado. Para cuando se lanzó el TF 21 en 1966 (disponible, como sus predecesores, tanto en versión sedán como en forma de capota abatible y con caja de cambios manual o automática), el modelo comenzaba a mostrar su edad a pesar de una velocidad máxima de 127 millas por hora (204,4 km/h), el Alvis más rápido jamás producido. Con solo 109 unidades vendidas y con muchos problemas políticos en el negocio de la fabricación de automóviles en el Reino Unido, la producción finalmente cesó en 1967.
En 1968 se completó la compra por parte de la antigua gerencia de los activos de los automóviles de Alvis, de forma que todos los planos de diseño, los registros de clientes, las existencias de piezas y los empleados restantes se transfirieron a la nueva compañía Red Triangle, una empresa fundada por ex empleados de Alvis para proporcionar piezas de repuesto y servicio técnico a los coches de la marca.

### 1970 hasta 2004
Como parte de Rover, Alvis Limited se incorporó a British Leyland, pero fue comprada por United Scientific Holdings plc en 1981. Posteriormente, el nombre de la empresa se cambió a Alvis plc. La nueva compañía adquirió el fabricante británico de camiones Universal Power Drives en 1994, y nombró a su nueva subsidiaria Alvis Unipower Limited. Posteriormente, los camiones se comercializaron como Alvis-Unipower. En 1998, Alvis plc adquirió el negocio de vehículos blindados de GKN plc, y la principal factoría del Reino Unido se trasladó de Coventry a Telford. Los terrenos de la fábrica de Alvis en Holyhead Road es ahora un complejo comercial en las afueras de la ciudad, pero su nombre, Alvis Retail Park, refleja sus orígenes. En 2002, Alvis plc compró Vickers Defence Systems para formar la subsidiaria Alvis Vickers Ltd, que a su vez fue comprada por BAE Systems en 2004. BAE Systems puso fin al uso de la marca comercial distintiva del triángulo rojo de Alvis.
En 2009, Red Triangle negoció la transferencia legal de las marcas comerciales de automóviles Alvis. Al año siguiente, la compañía anunció que el turismo de chasis corto con motor de 4,3 litros estaría nuevamente disponible. Todos los registros de Alvis permanecen intactos en la sede de Kenilworth de la compañía, junto con un gran stock de piezas de época. Construido según los planos originales, el nuevo automóvil ha sido denominado "Serie Continuación", para reflejar la interrupción de 73 años en su producción entre 1937 y 2010. Se diferencia solo en detalles propios de la tecnología anterior a la guerra: para las emisiones, el motor está controlado por un sistema electrónico de inyección de combustible con encendido electrónico, los frenos son hidráulicos en lugar de accionados por cables, la columna de dirección es retráctil y la disposición de las luces traseras está reconfigurada para cumplir con los estándares modernos.

## Reaparición
En 2012, Alvis anunció que ofrecería cinco versiones de sus coches, incluyendo derivados de los chasis con motores de 4,3 litros y de 3 litros. En 2019, se lanzó un sexto modelo para coincidir con el acuerdo de Meiji Sangyo para ser el distribuidor para Asia.

## Automóviles Alvis

### Lista de la mayoría de los modelos comerciales, 1920-1967
| Modelo                                | cil. | disp.               | b.h.p.      | Pot. fiscal       | Carrocería                                                                          | Desde               | Hasta               | Unidades producidas | Comentarios                                                                               |
| ------------------------------------- | ---- | ------------------- | ----------- | ----------------- | ----------------------------------------------------------------------------------- | ------------------- | ------------------- | ------------------- | ----------------------------------------------------------------------------------------- |
| 10/30                                 | 4    | 1460                | 30          | 10.48             | 2 plazas con transportín doble                                                      | 1920                | 1923                | 603                 | Válvulas laterales                                                                        |
| 11/40                                 | 4    | 1598                | 40          | 11.40             | Tourer de 4 plazas y una gama completa de otros tipos                               | 1921                | 1923                | 382                 | Válvulas laterales                                                                        |
| 12/40                                 | 4    | 1598                | 40          | 11.47             |                                                                                     | 1922                | 1925                | 1552                | Válvulas laterales                                                                        |
| 12/50                                 | 4    | 1496 1598 1645      | - 50 52     | 11.47 11.47 11.81 | 2 plazas deportivo, descapotable, sedán                                             | 1923 1924 1926      | 1929 1925 1932      | 3616                | Tipos: SA, SD, TF, TH Tipo: SB, SC, Tipos: TE, TG, TJ                                     |
| 12/80                                 | 4    | 1598                |             | 11.47             | 2 plazas deportivo                                                                  | 1926                | 1926                |                     | Coste 1000 £, garantizado un máximo de 100 mph                                            |
| 14.75                                 | 6    | 1870                | 75          | 14.75             | Alvista sedán                                                                       | 1927                | 1929                | 492                 | Tipos: SA, TA, TB                                                                         |
| 12/75 sobrealimentación opcional      | 4    | 1481                | 50          | 11.40             | Tracción delantera; 2 plazas deportivo, 4 plazas deportivo, Alvista sedán deportivo | 1928                | 1931                | 142                 | Tipos: chasis corto (FA y FD), chasis largo (FB y FE) 75 b.h.p. sobrealimentado           |
| Ulster T T sobrealimentación opcional | 8    | 1491                | 125         | 15.00             | Tracción delantera; 2 plazas deportivo, 4 plazas deportivo                          | 1928                | 1929                | 12?                 | Garantizadas 95 mph turismo, 100 mph deportivo                                            |
| Silver Eagle                          | 6    | 1991 2148 2362 2511 | - 72 66 75  | 16.95             | 2 plazas deportivo, cupé, cupé descapotable, sedán                                  | 1930 1929 1935 1931 | 1930 1936 1935 1932 | 1357                | Tipo: SD Tipos: SA, SE, SF, SG, TA, TB, TC Tipo: SG Tipos: SA, TB, TC                     |
| 12/60                                 | 4    | 1645                | 54          | 11.81             | 2 plazas deportivo, 4 plazas deportivo, sedán deportivo                             | 1931                | 1932                | 282                 | Tipos: TK, TL                                                                             |
| Speed 20                              | 6    | 2511 2762           | 87 95       | 19.82             | Tourer deportivo, cupé descapotable, sedán deportivo                                | 1932 1935           | 1934 1936           | 1165                | Tipos: SA, SB Tipos: SC, SD                                                               |
| Firefly                               | 4    | 1496                | 50          | 11.81             | 4 sedán ligero, 6 sedán ligero, cupé descapotable, tourer deportivo                 | 1933                | 1934                | 904                 | Tipos: SA, SB                                                                             |
| Crested Eagle                         | 6    | 2148 2511 2762 3571 | - 72 77 106 | 16.95 19.82 25.63 | 4 sedán ligero, 6 sedán ligero, limousine                                           | 1933 1933 1935 1937 | 1934 1934 1940      | 652                 | Tipos: TE Tipos: TD, TE Tipos: TF, TG, TJ, TK Tipos: TA, TB, TC, TD                       |
| Firebird                              | 4    | 1842                | 55          | 13.22             | 4 sedán ligero, 6 sedán ligero, cupé descapotable, tourer deportivo                 | 1935                | 1939                | 449                 | Tipo: SA                                                                                  |
| 3½ Litre                              | 6    | 3571                | 102         | 25.63             | Chasis                                                                              | 1935                | 1936                | 61                  |                                                                                           |
| Speed 25                              | 6    | 3571                | 110         | 25.63             | Tourer deportivo, cupé descapotable, sedán deportivo                                | 1936                | 1940                | 391                 |                                                                                           |
| 4.3 Litre                             | 6    | 4387                | 137         | 31.48             | Sedán deportivo, tourer deportivo                                                   | 1937                | 1940                | 204                 |                                                                                           |
| Silver Crest                          | 6    | 2362 2762           | 68 95       | 16.95 19.82       | Seventeen 4 sedán ligero, 6 sedán ligero, cupé descapotable                         | 1937                | 1940                | 344                 | Tipo: TF Tipo: TH                                                                         |
| 12/70                                 | 4    | 1842                | 63          | 13.22             | Tourer deportivo, cupé descapotable, sedán deportivo                                | 1938                | 1940                | 776                 | Carrozados por Mulliners (Birmingham)                                                     |
| TA 14                                 | 4    | 1892                | 65          | 13.58             | Sedán deportivo, cupé descapotable                                                  | 1946                | 1950                | 3311                | Carrozados por Mulliners (Birmingham), cupés por Tickford                                 |
| TB 14                                 | 4    | 1892                | 68          | 13.58             | 2 plazas deportivo                                                                  | 1948                | 1950                | 100                 | Carrocería por A P Metalcraft                                                             |
| TA 21                                 | 6    | 2993                | 83          | 26.25             | Sedán deportivo, cupé descapotable                                                  | 1950                | 1953                | 1316 (9)            | Carrozados por Mulliners (Birmingham), cupés por Tickford                                 |
| TB 21                                 | 6    | 2993                | 90          | 26.25             | 2 plazas deportivo                                                                  | 1950                | 1953                | 31                  | Carrocería por A P Metalcraft                                                             |
| TC 21 TC 21/100 Grey Lady             | 6    | 2993                | 90 100      | 26.25             | Sedán deportivo, cupé                                                               | 1953                | 1955                | 757 (23)            | Carrocerías por Mulliners (Birmingham), cupés por Tickford                                |
| TC 108G                               | 6    | 2993                | 104         | 26.25             | Sedán deportivo                                                                     | 1955                | 1958                | 37                  | Carrocerías por Graber (22) y Willowbrook (15)                                            |
| TD 21 I & II                          | 6    | 2993                | 115         | 26.25             | 2 dr sedán, cupé                                                                    | 1958                | 1963                | 1073 (51)           | Carrocerías tipo sedán y cupé de estilo Graber de Park Ward; más tarde Mulliner Park Ward |
| TE 21 III                             | 6    | 2993                | 130         | 26.25             | 2dr sedán, cupé descapotable                                                        | 1964                | 1966                | 352 (12)            | Como TD 21                                                                                |
| TF 21 IV                              | 6    | 2993                | 150         | 26.25             | 2dr sedán, cupé descapotable                                                        | 1966                | 1967                | 106 (6)             | Producción finalizada en septiembre de 1967                                               |

### Coches de carreras
Tres compañías automotrices británicas - Alvis, Bentley y Sunbeam - inscribieron sus vehículos en competiciones locales entre 1920 y 1930. En ese momento, Alvis y Sunbeam eran las únicas compañías británicas que fabricaban automóviles con las especificaciones de Gran Premio. Alvis fue la única compañía cuyos coches de carreras se caracterizaron por disponer de tracción delantera y suspensión independiente en ambos ejes.
Alvis fue un pionero de los vehículos con tracción delantera. Mientras que J. Walter Christie había diseñado el primer coche de carreras con tracción delantera, que condujo en la Copa Vanderbilt de 1906, el siguiente coche de carreras con tracción delantera notable fue el Alvis 12/50 sobrealimentado, diseñado por G.T. Smith-Clarke y W.M. Dunn, inscrito en la Subida a Kop Hill de 1925 en Princes Risborough (Buckinghamshire) el 28 de marzo de 1925. Dos meses después (el sábado 30 de mayo de 1925), el Miller 122 de tracción delantera de Harry Arminius Miller participaría en las 500 Millas de Indianápolis.

### Galería de coches de carreras

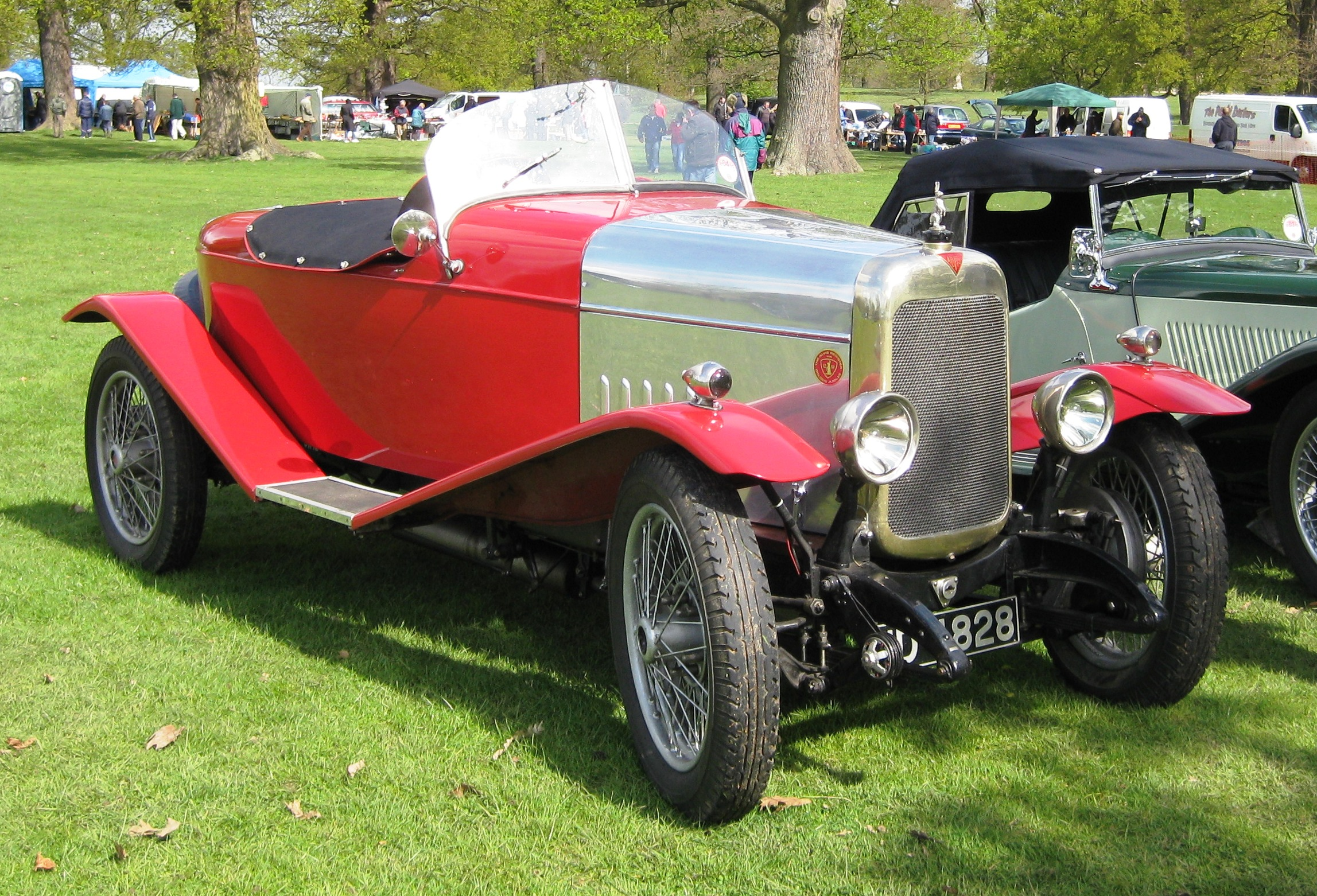
Alvis 12/50 Tipo TJ de 1932, reconstruido con las especificaciones de los años 1920
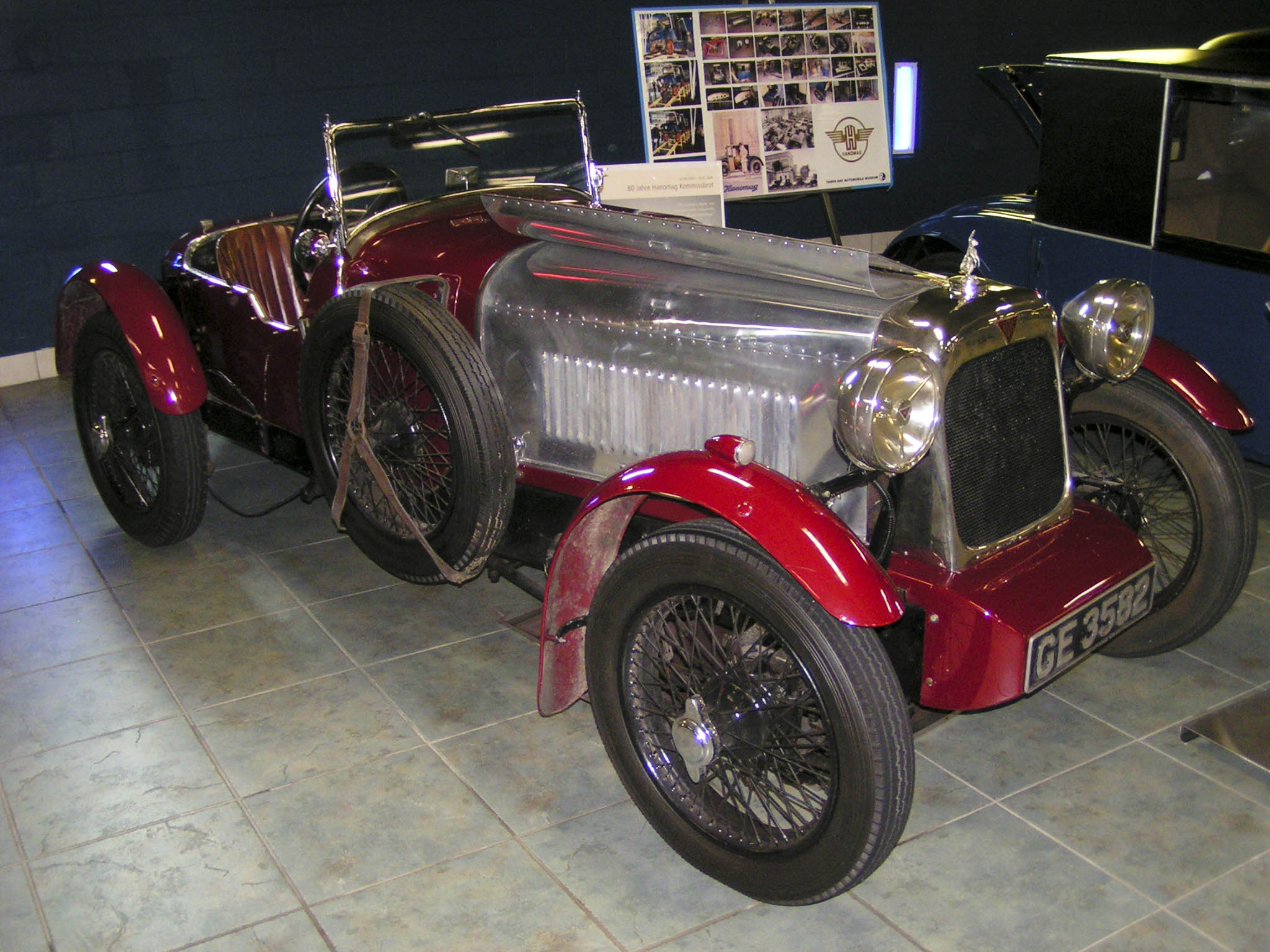
Alvis 12/75 Tipo FD 2 plazas y tracción delantera de 1928, con motor sobrealimentado de 1.5L
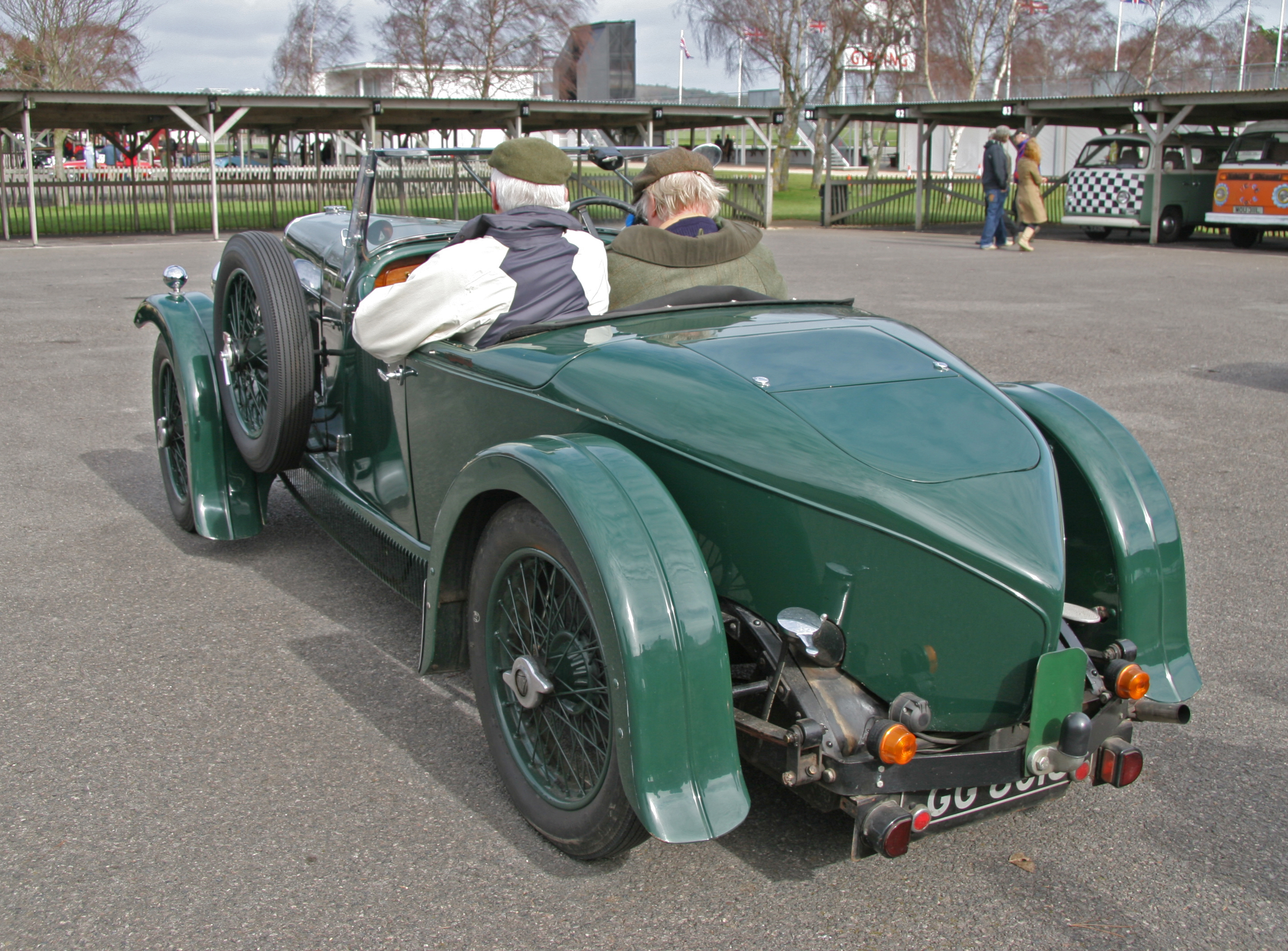
Alvis 12/60 Tipo TL 2 plazas de 1932, con carrocería tipo "escarabajo"
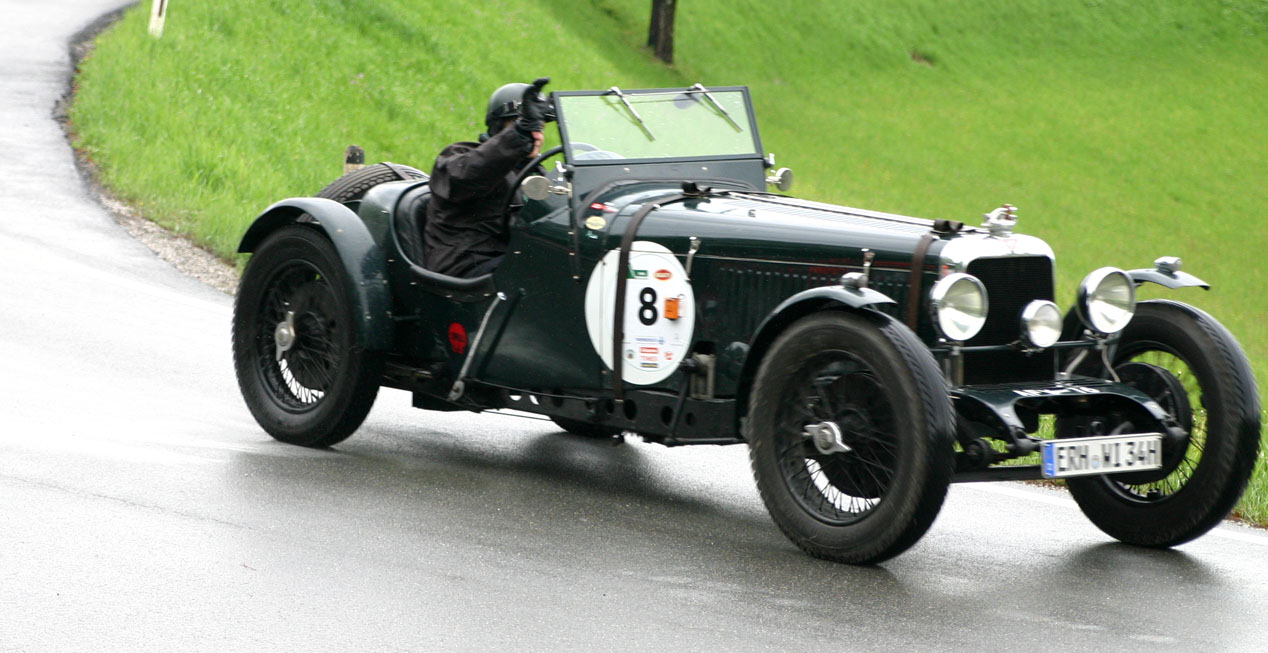
Alvis Silver Eagle Tipo SF de 1934
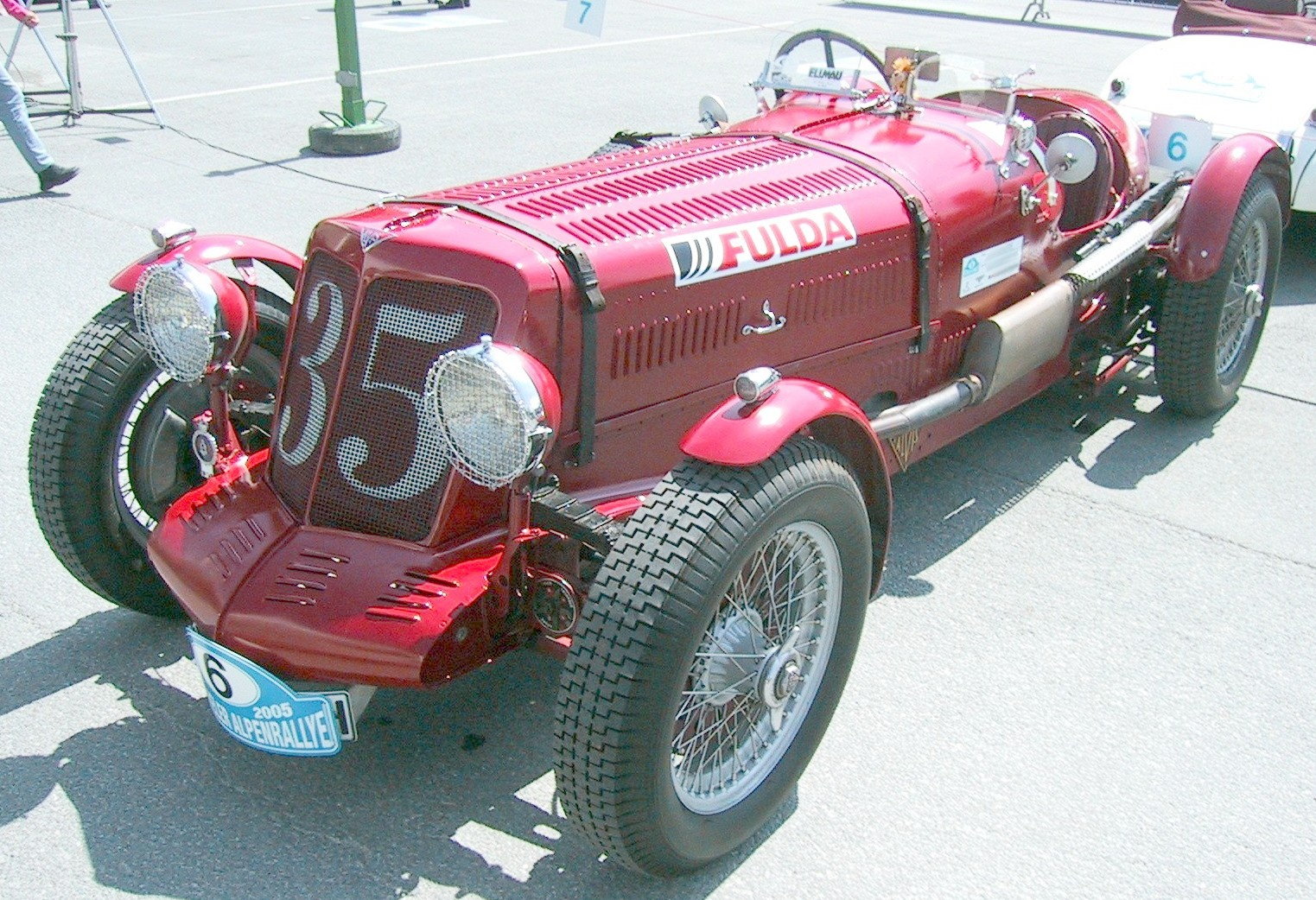
Alvis 4.3 Litre de 1935
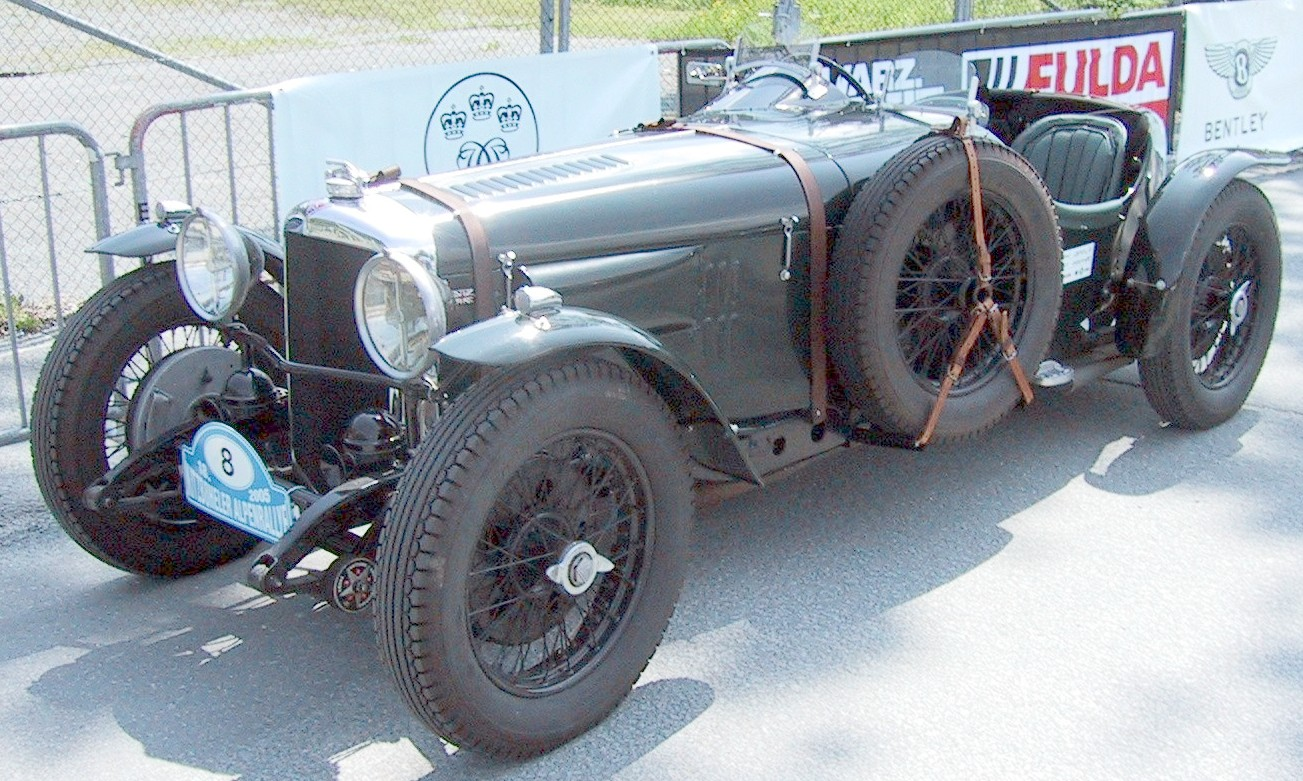
Alvis Speed 20 de 1936
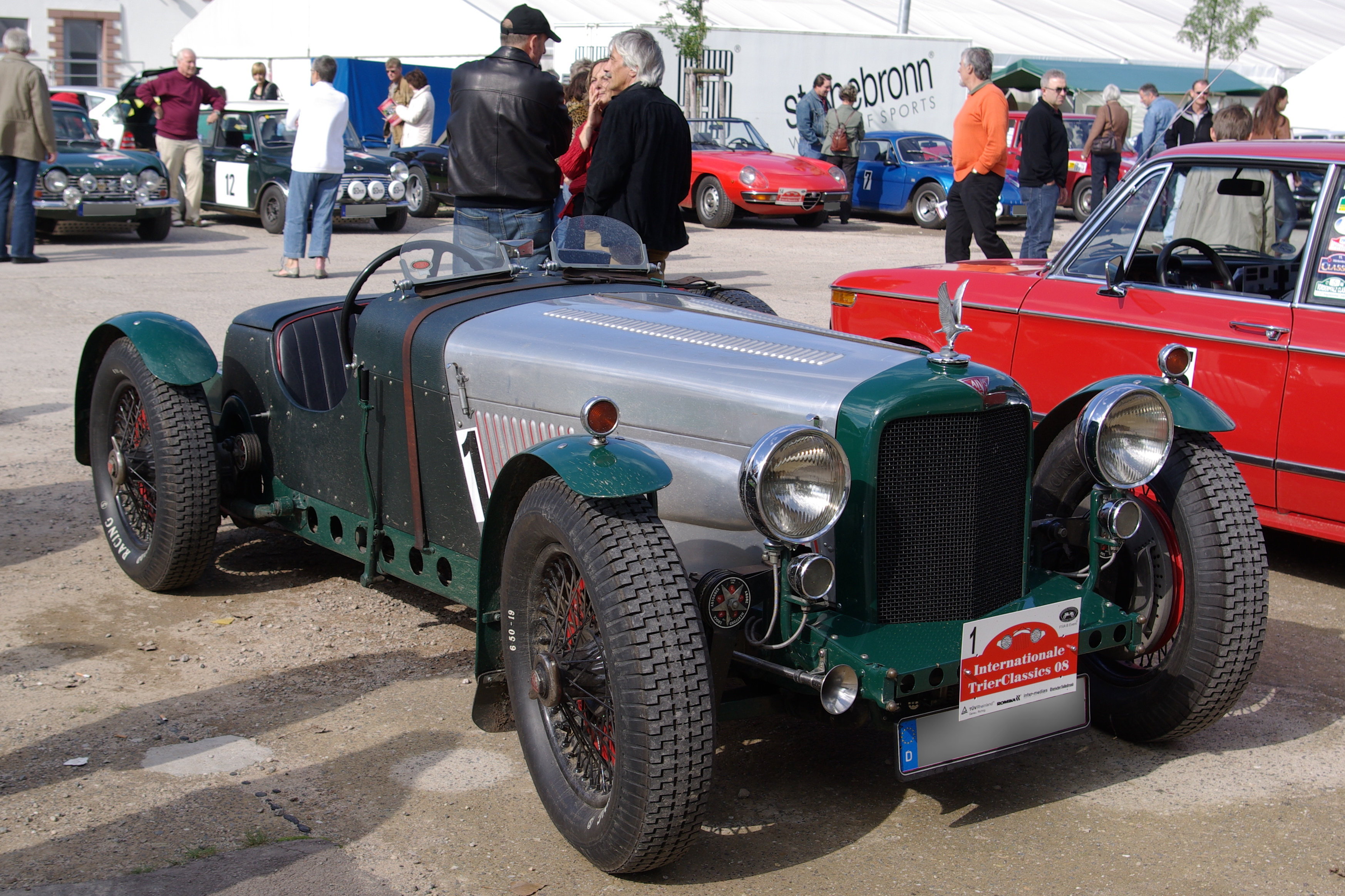
Alvis Speed 25 de 1936
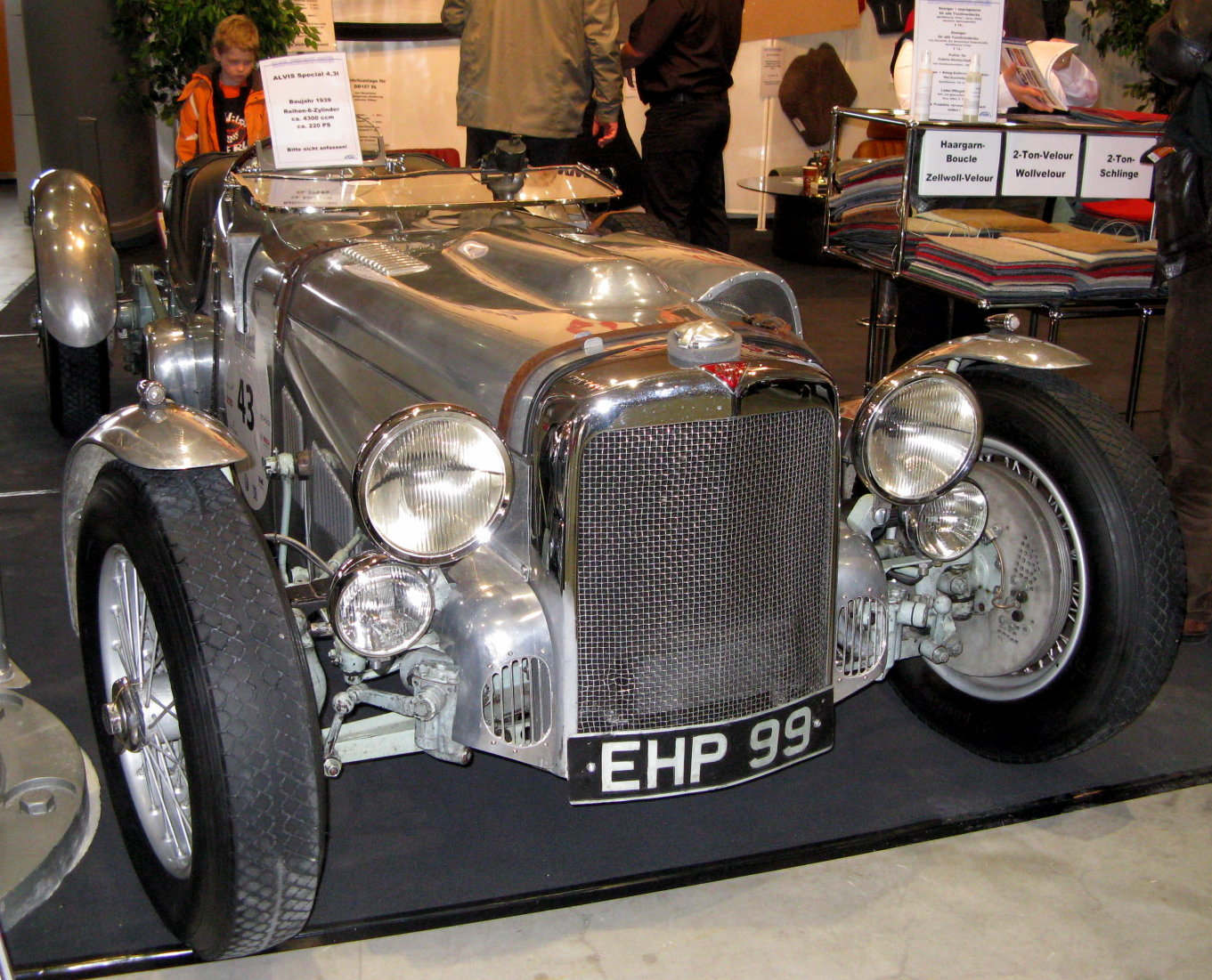
Alvis 4.3 Litre de 1936
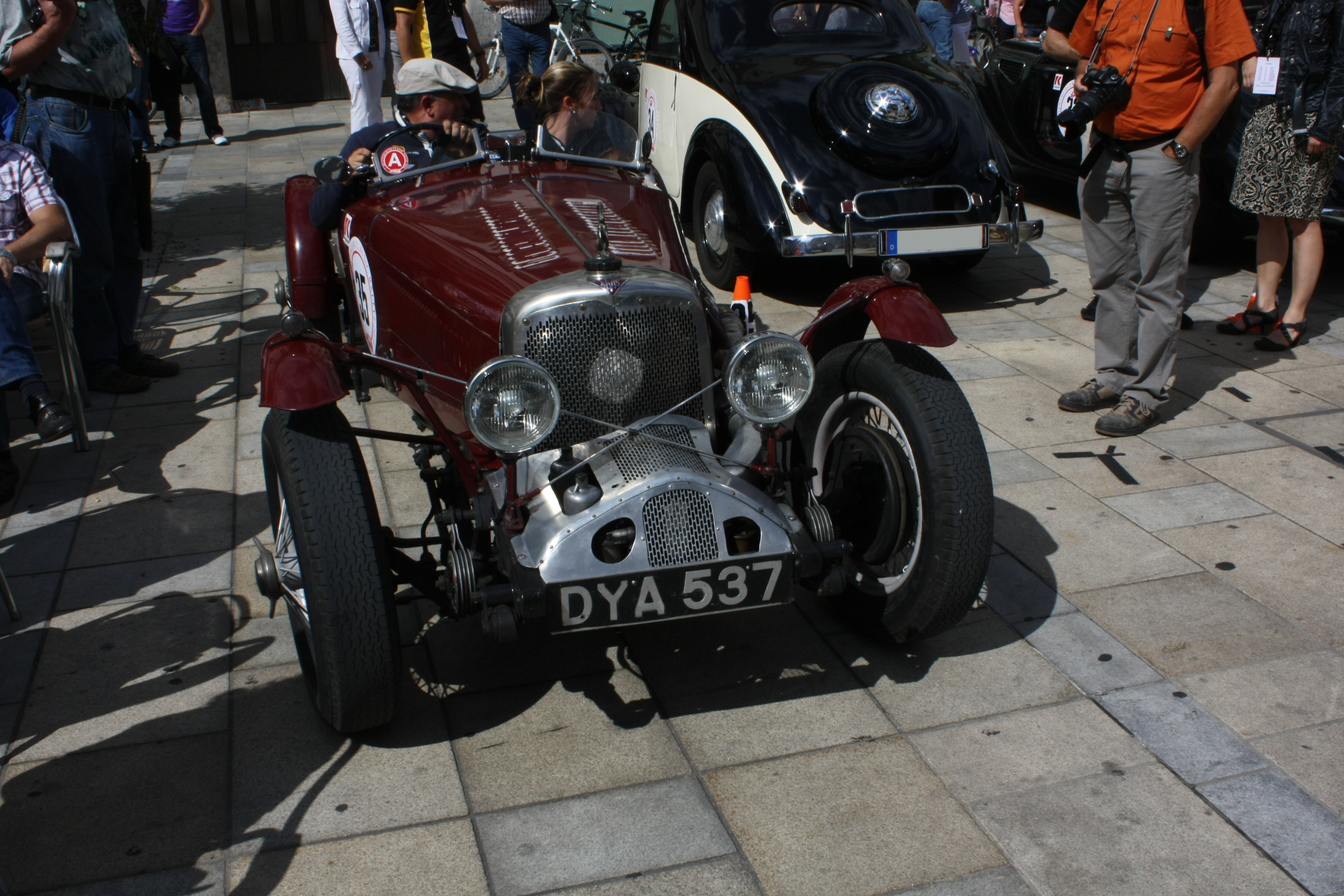
Alvis 12/70

## Motores de aviacón Alvis

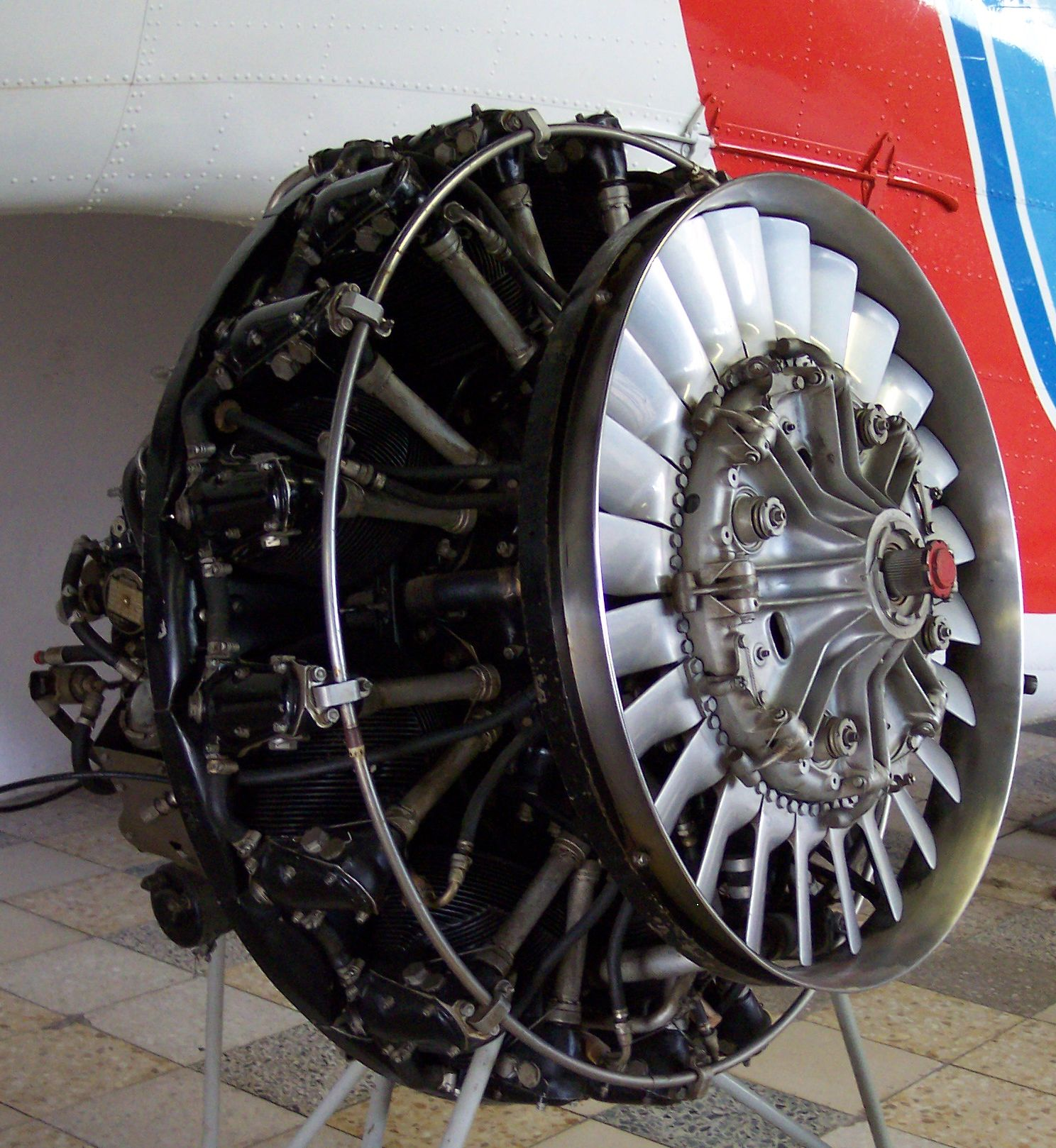
Un motor radial Alvis Leonides Mk.173 de un helicóptero Bristol Sycamore. El gran ventilador de refrigeración situado delante de los cilindros es típico de los motores instalados en helicópteros

Los motores aeronáuticos iniciales de Alvis eran Gnome-Rhone radiales fabricados bajo licencia. El primer motor aeronáutico diseñado y construido por Alvis fue el Alvis Pelides, un diseño radial de 14 cilindros presentado en 1936. El desarrollo de este y otros motores relacionados (Pelides Major, Alcides, Alcides Major, Maeonides Major) se detuvo con el inicio de la Segunda Guerra Mundial.
El Alvis Leonides, un radial más pequeño de 9 cilindros, continuó en desarrollo durante la guerra y se usó en la posguerra en algunos aviones y helicópteros hasta que la producción terminó en 1966. En 1952, Alvis regresó a los radiales de 14 cilindros con un desarrollo del Leonides, denominado Leonides Major.

## Vehículos militares Alvis

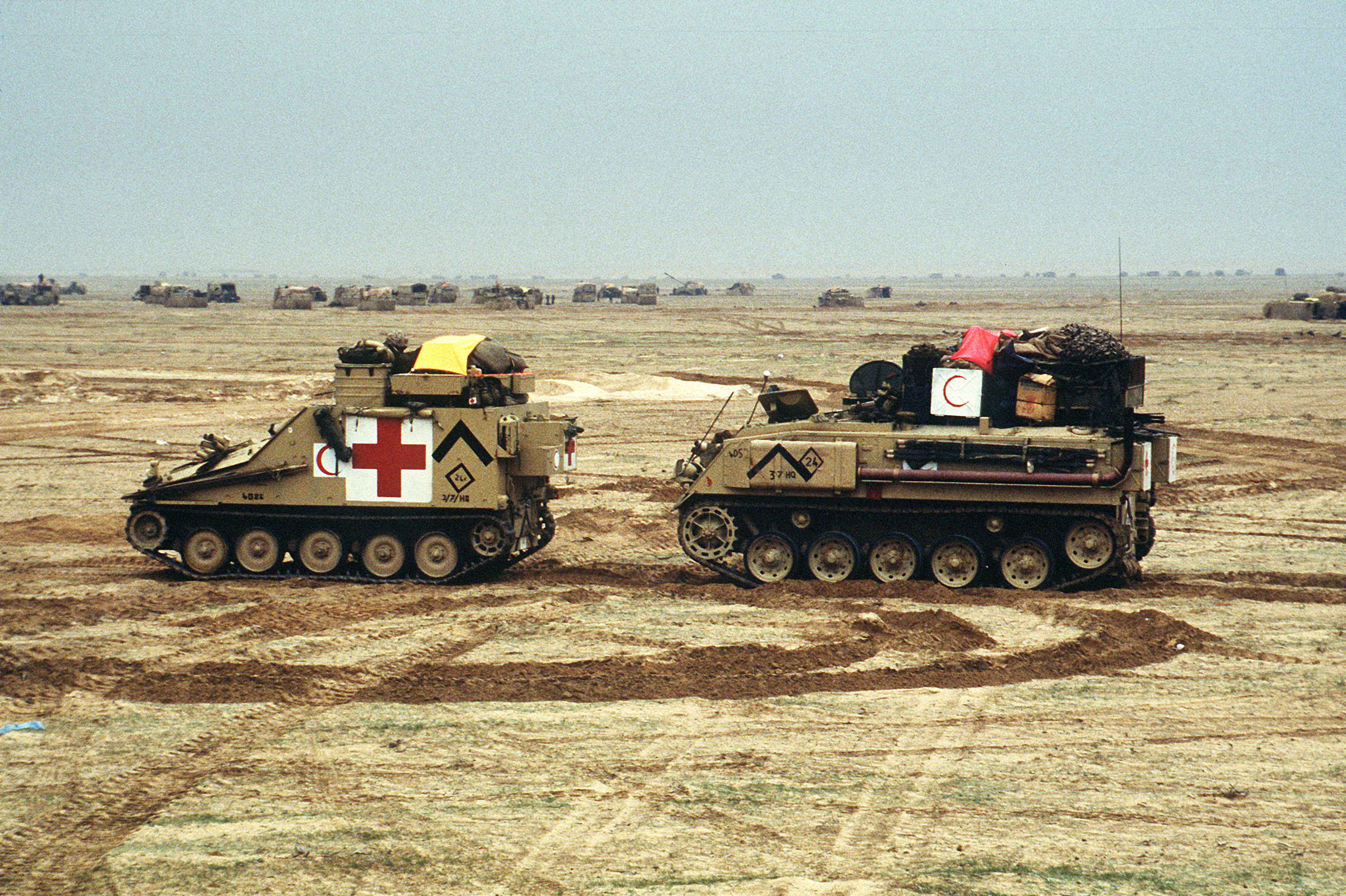
Un FV104 Samaritan ambulancia y un transporte blindado de personal FV432 del del Ejército Británico, durante la Guerra del Golfo

El ingeniero automotriz húngaro Nicholas Straussler había diseñado en 1932 un vehículo blindado (el AC1), que fue construido por la empresa Manfred Weiss bajo licencia en Budapest. Cuando Hungría se alineó con Alemania poco después, Straussler emigró a Inglaterra. La pequeña nueva empresa de Straussler, Straussler Mechanisations Ltd, carecía de los recursos y de la capacidad necesarios para construir el vehículo a gran escala, por lo que recurrió a Alvis para formar en julio de 1936 Alvis-Straussler Ltd, una empresa conjunta de corta duración. El prototipo del Alvis Straussler AC2 se construyó sobre el chasis del AC1. El primer AC3 fue entregado en 1937 por Alvis-Straussler Ltd, construido sobre el prototipo AC2. Se fabricaron veintisiete vehículos: 12 para la RAF, 3 para el Ejército Portugués y 12 para el Real Ejército de las Indias Orientales Neerlandesas.
El AC2 se utilizó posteriormente como base para el vehículo de exploración blindado 39M Csaba construido para Hungría durante la Segunda Guerra Mundial.
- Vehículo blindado Alvis-Straussler AC3 (Alvis-Straussler Ltd., 1937)
- Tanque ligero medio Alvis-Straussler (Alvis-Straussler Ltd., 1937)
- Cañón sobre orugas (Alvis Mechanization Ltd., 1937)
- Automóvil blindado LAC (Alvis Mechanization Ltd., 1938)

En 1938, Alvis produjo un prototipo de vehículo de reconocimiento ligero blindado para realizar pruebas comparativas con otros fabricantes. El Alvis Dingo perdió frente a un diseño de BSA Cycles, pero el nombre Dingo fue adoptado como apodo para el diseño de BSA; el Daimler Dingo.
Después de la guerra, Alvis diseñó una serie de vehículos con seis ruedas motrices. El vehículo blindado Saladin (FV601) y el vehículo blindado de transporte de personal Saracen fueron los primeros. El Saracen se construyó como una gama de vehículos, incluido el vehículo de comando del regimiento FV604 y el puesto de comando blindado FV610. El Salamander fue diseñado para asistencia en caso de accidente en aeródromos. Posteriormente se utilizó como base para el camión militar anfibio Stalwart. El modelo FV611 también fue construido para servir como ambulancia blindada.
La gama de vehículos blindados de transporte de personal con orugas FV432 fue desarrollada a principios de la década de 1960 por GKN Sankey, y pasó a manos de Alvis en 1998.
La familia de vehículos oruga de reconocimiento de combate se diseñó en la década de 1960. La familia incluía los modelos FV101 Scorpion, FV102 Striker, FV103 Spartan, FV104 Samaritan, FV105 Sultan, FV106 Samson, FV107 Scimitar, FV4333 Stormer y Streaker. El primer vehículo de esta serie fue el FV101 Scorpion, el primer carro de combate con blindaje de aluminio jamás construido. En realidad, el casco y la torreta estaban fabricados con una aleación soldada de aluminio, zinc y magnesio. Se entregaron diecisiete prototipos del Scorpion para realizar pruebas de campo en febrero de 1969.

### Vehículos militares Alvis

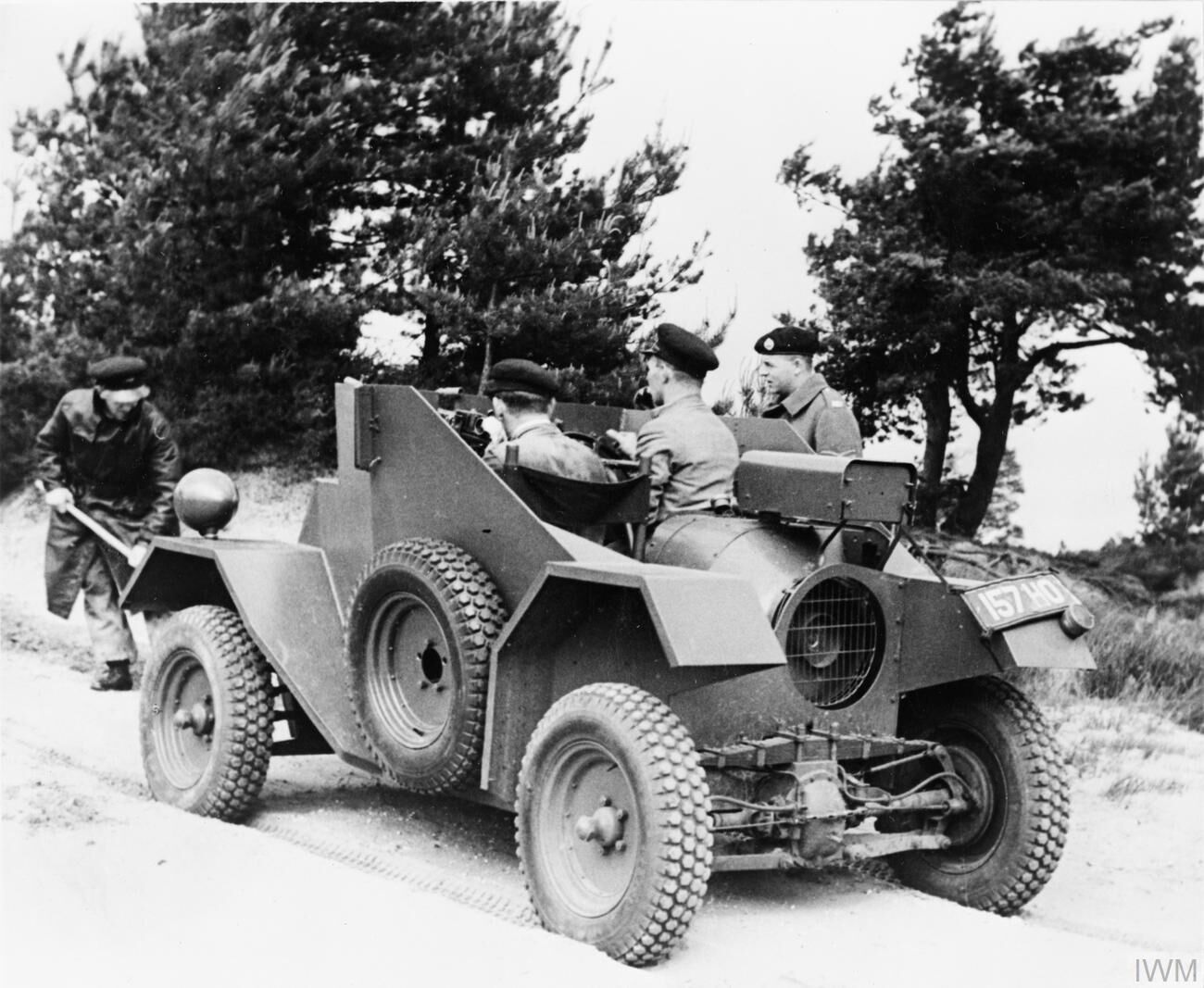
Vehículo blindado de reconocimiento ligero Dingo Scout. No adoptado por el ejército británico, que eligió un diseño de BSA en su lugar
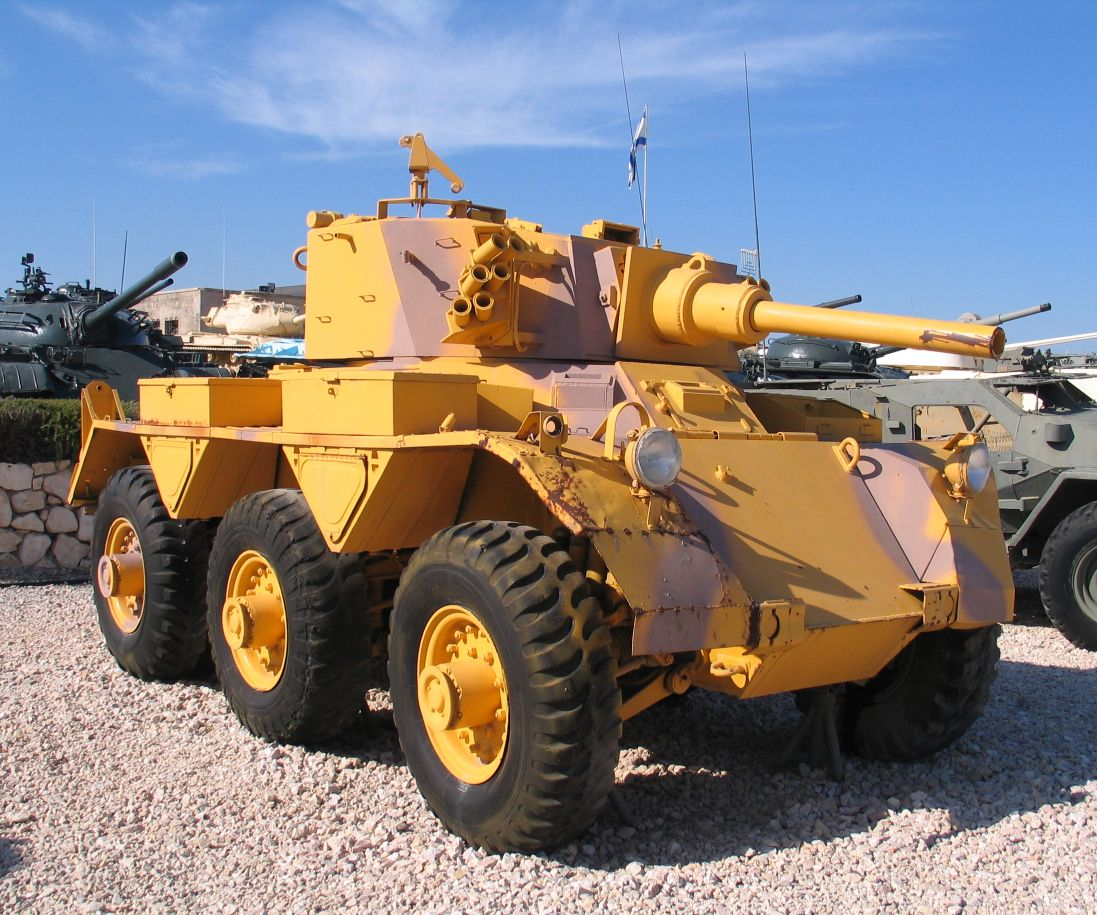
Coche blindado FV601 Saladin
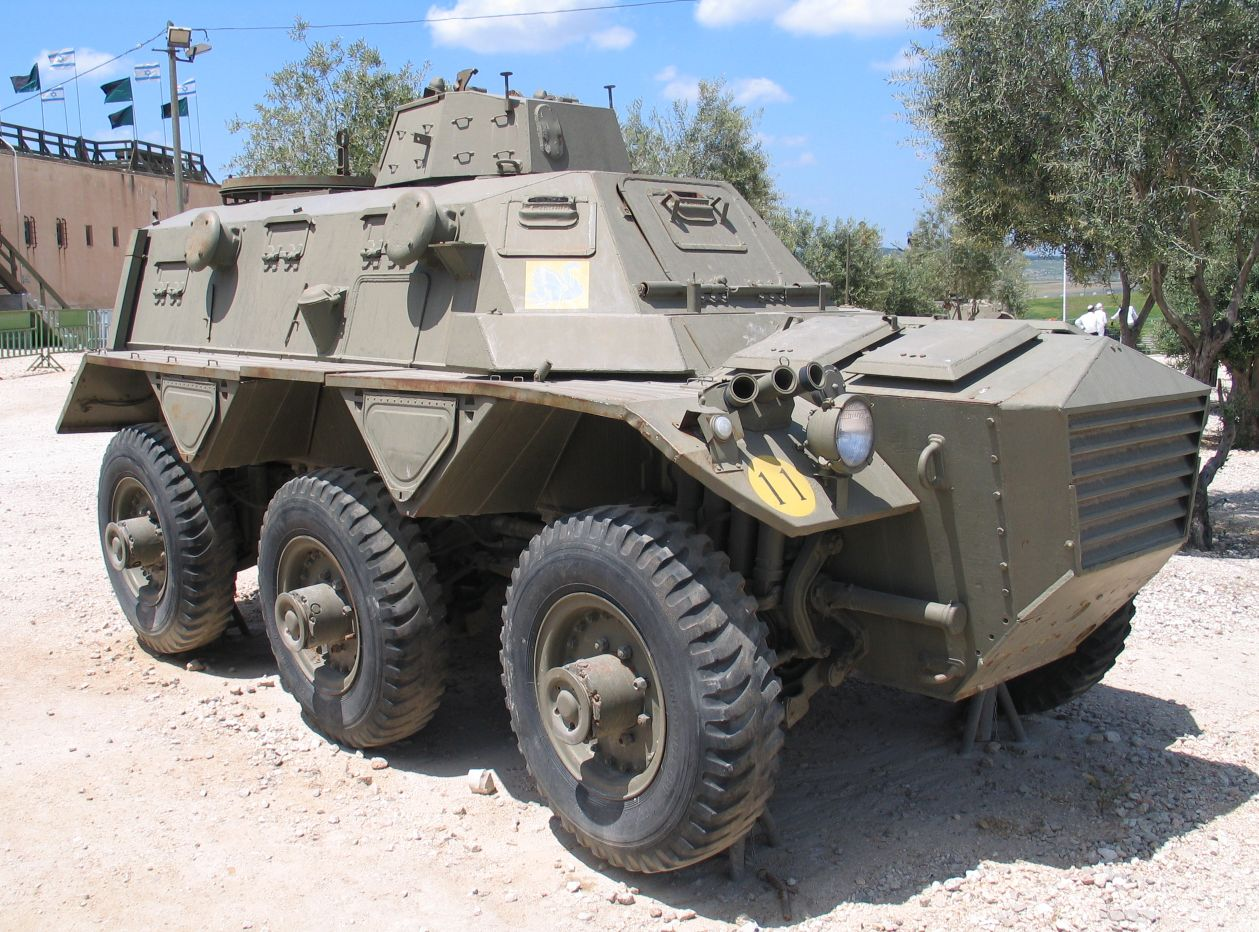
Transporte blindado de personal FV603 Saracen
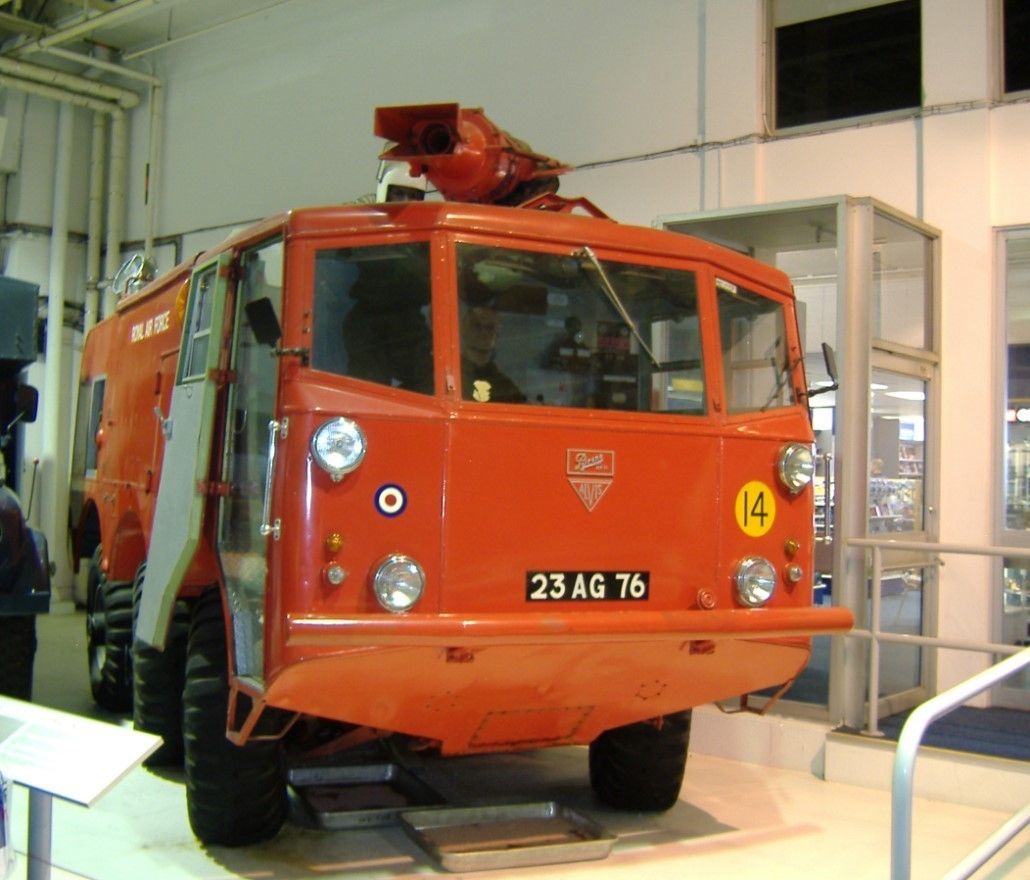
Vehículo de emergencia aeroportuario FV652 Salamander en el Museo de la RAF de Londres
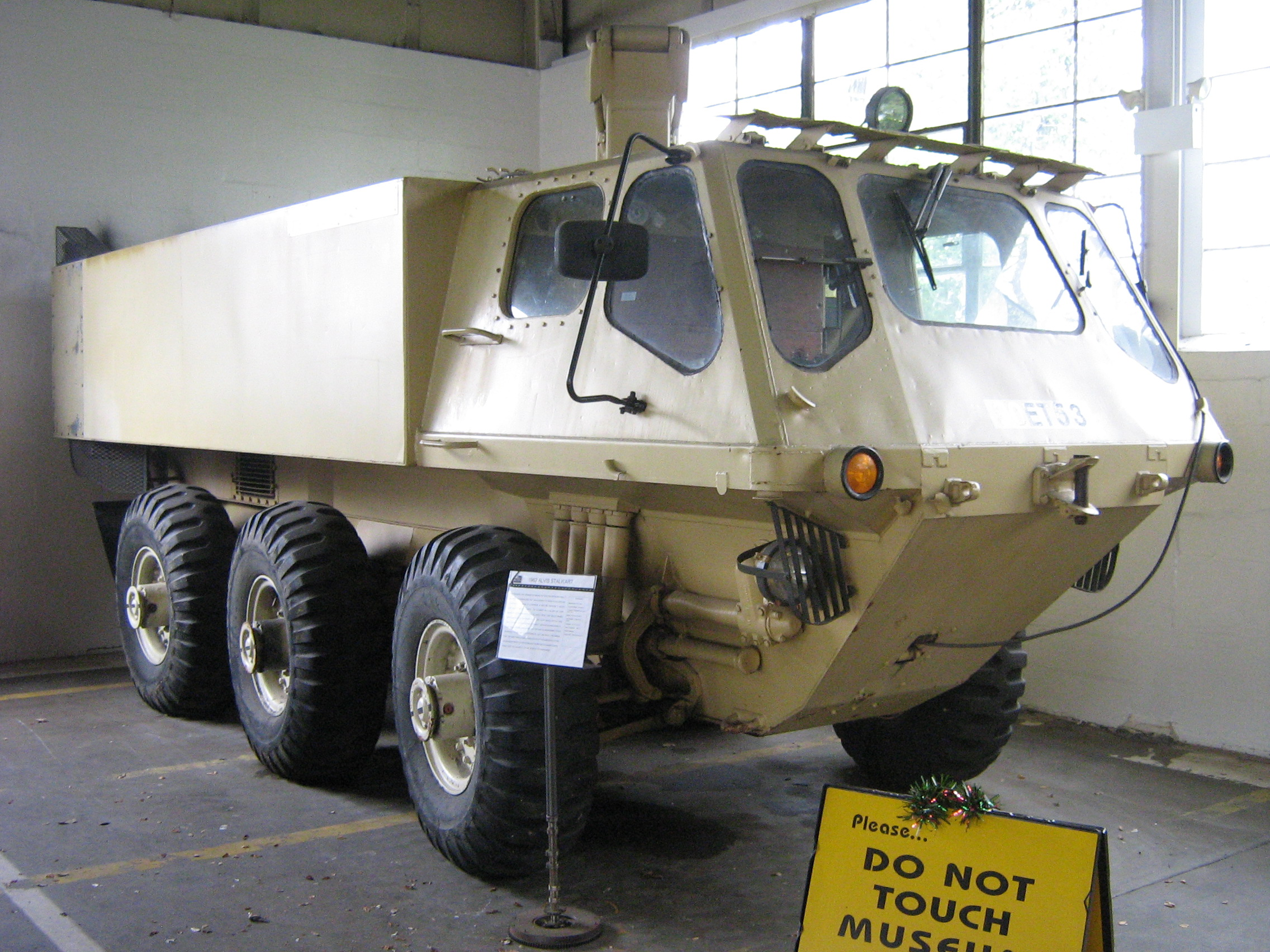
Portador de carga anfibio todoterreno Stalwart
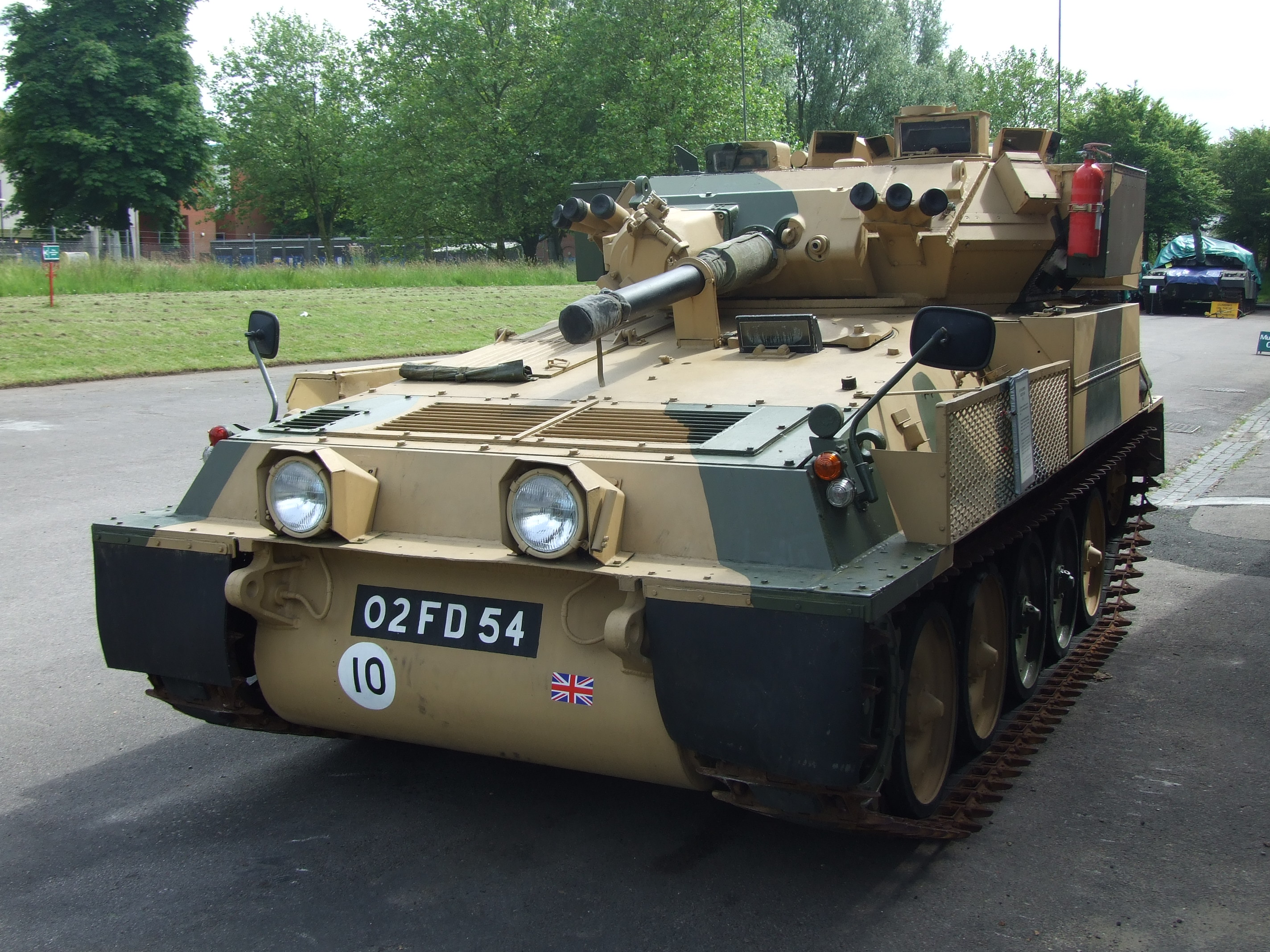
Vehículo blindado de reconocimiento FV101 Scorpion
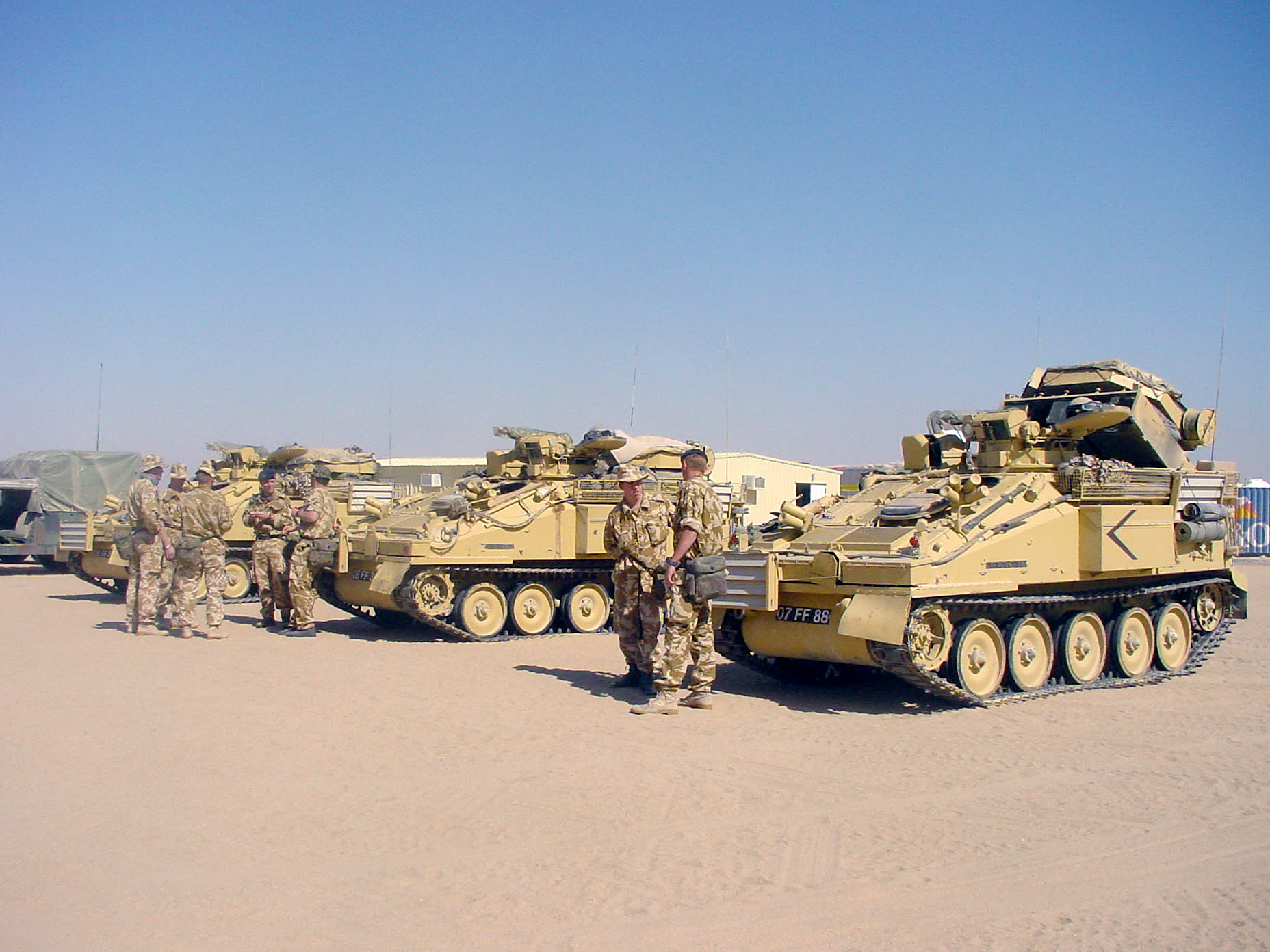
Vehículo de misiles guiados antitanque FV102 Striker
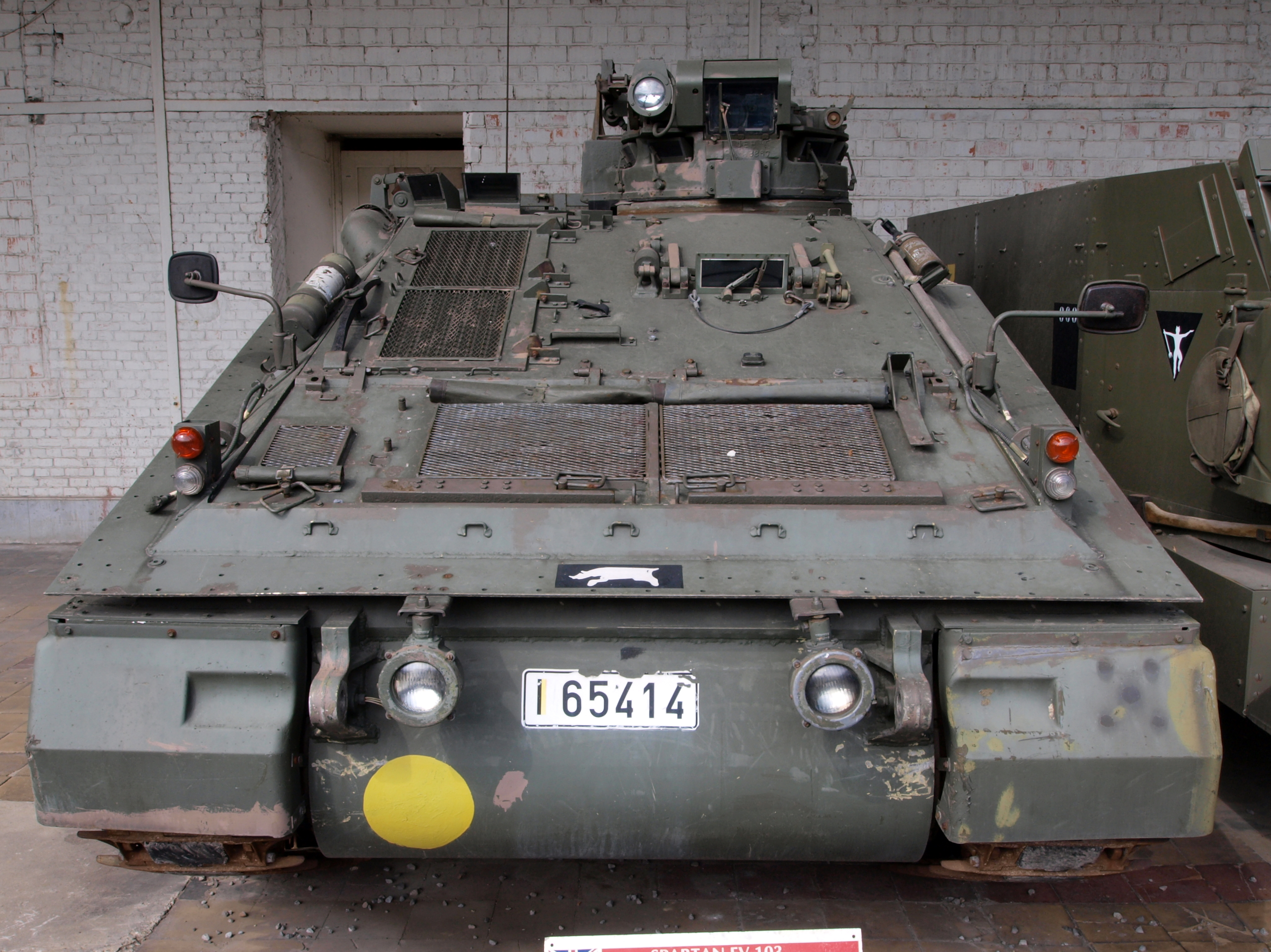
Transporte blindado de personal FV103 Spartan
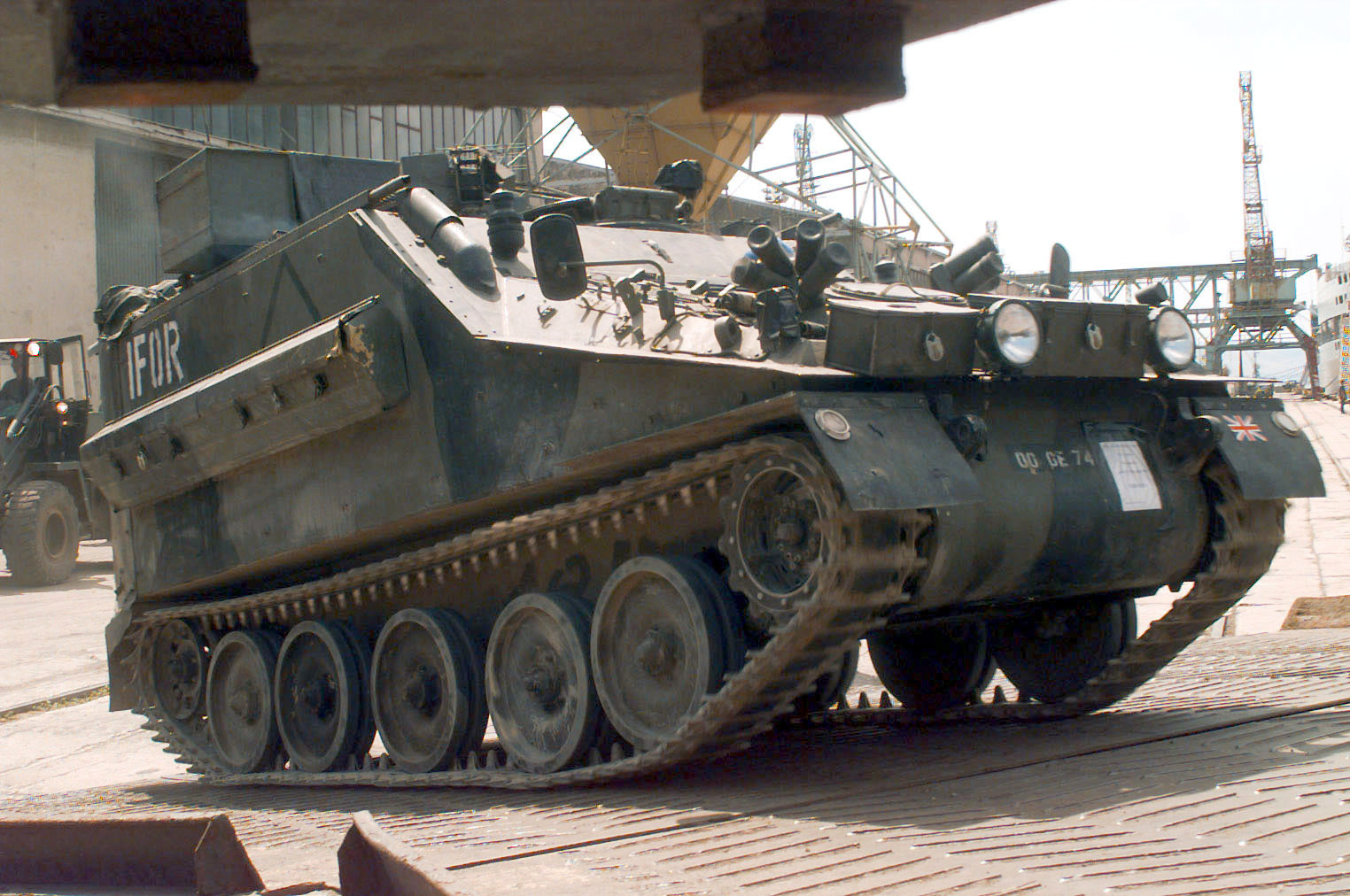
Vehículo de mando blindado FV105 Sultan
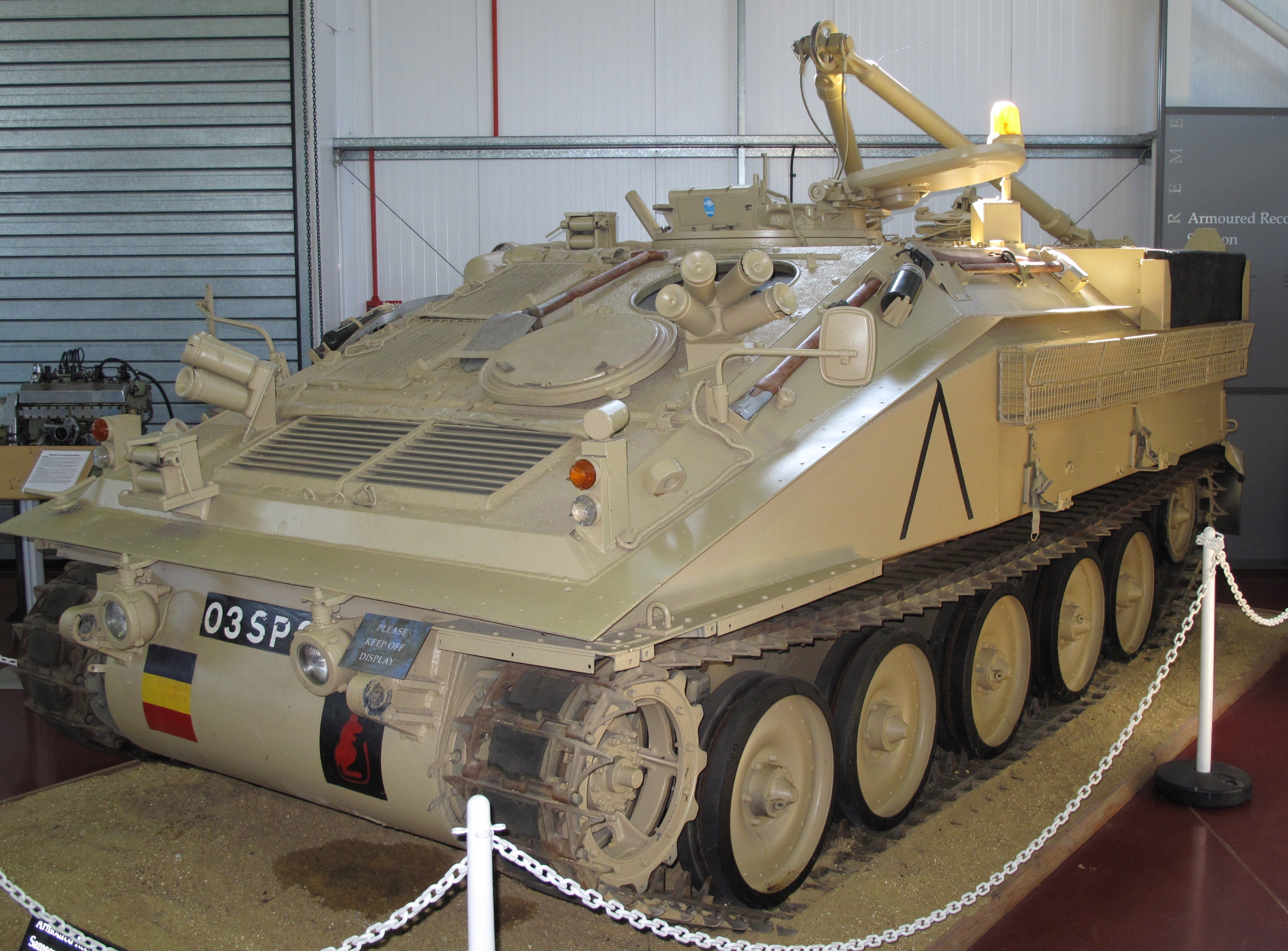
Vehículo blindado de recuperación FV106 Samson
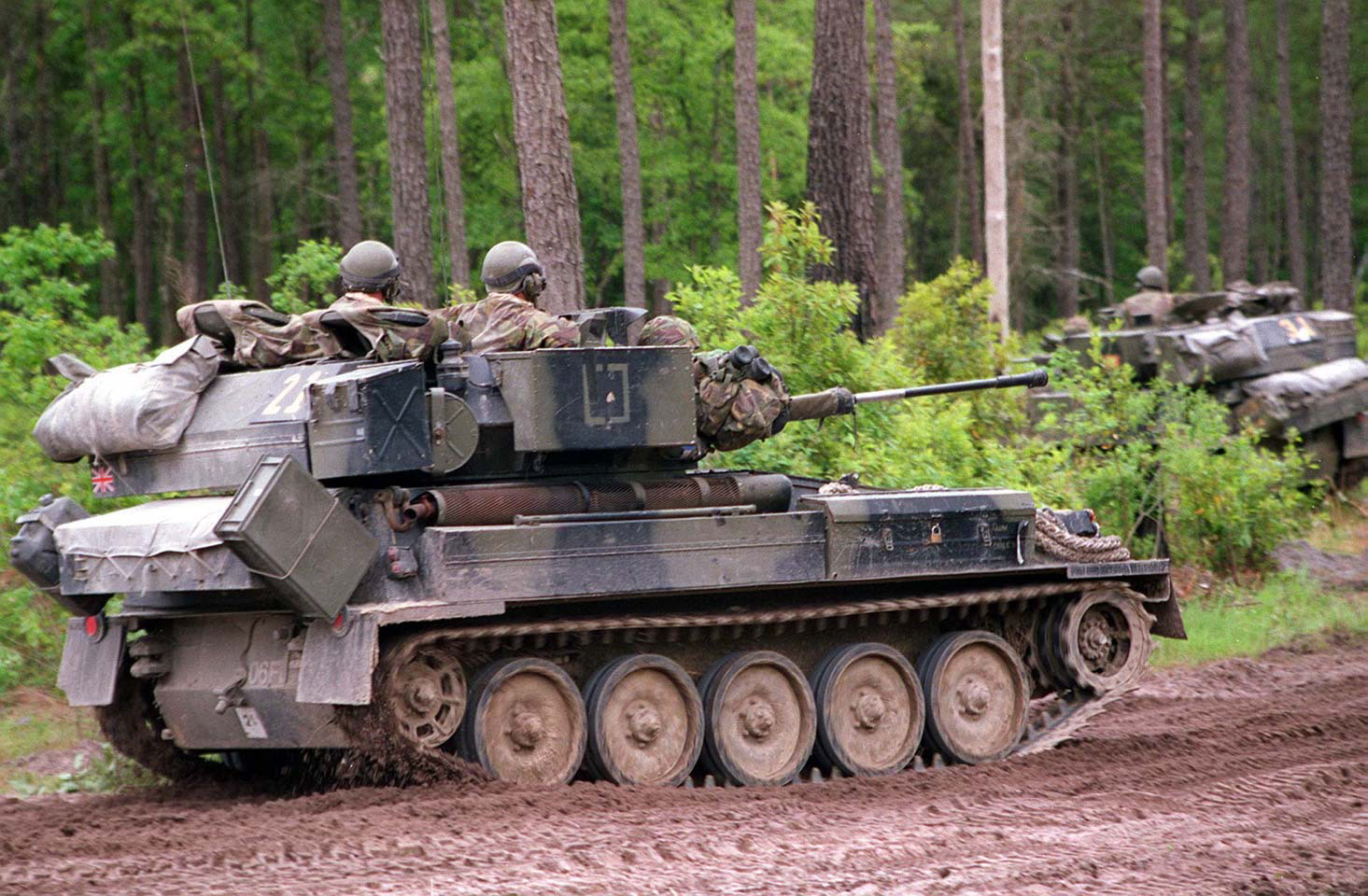
Vehículo blindado de reconocimiento FV107 Scimitar
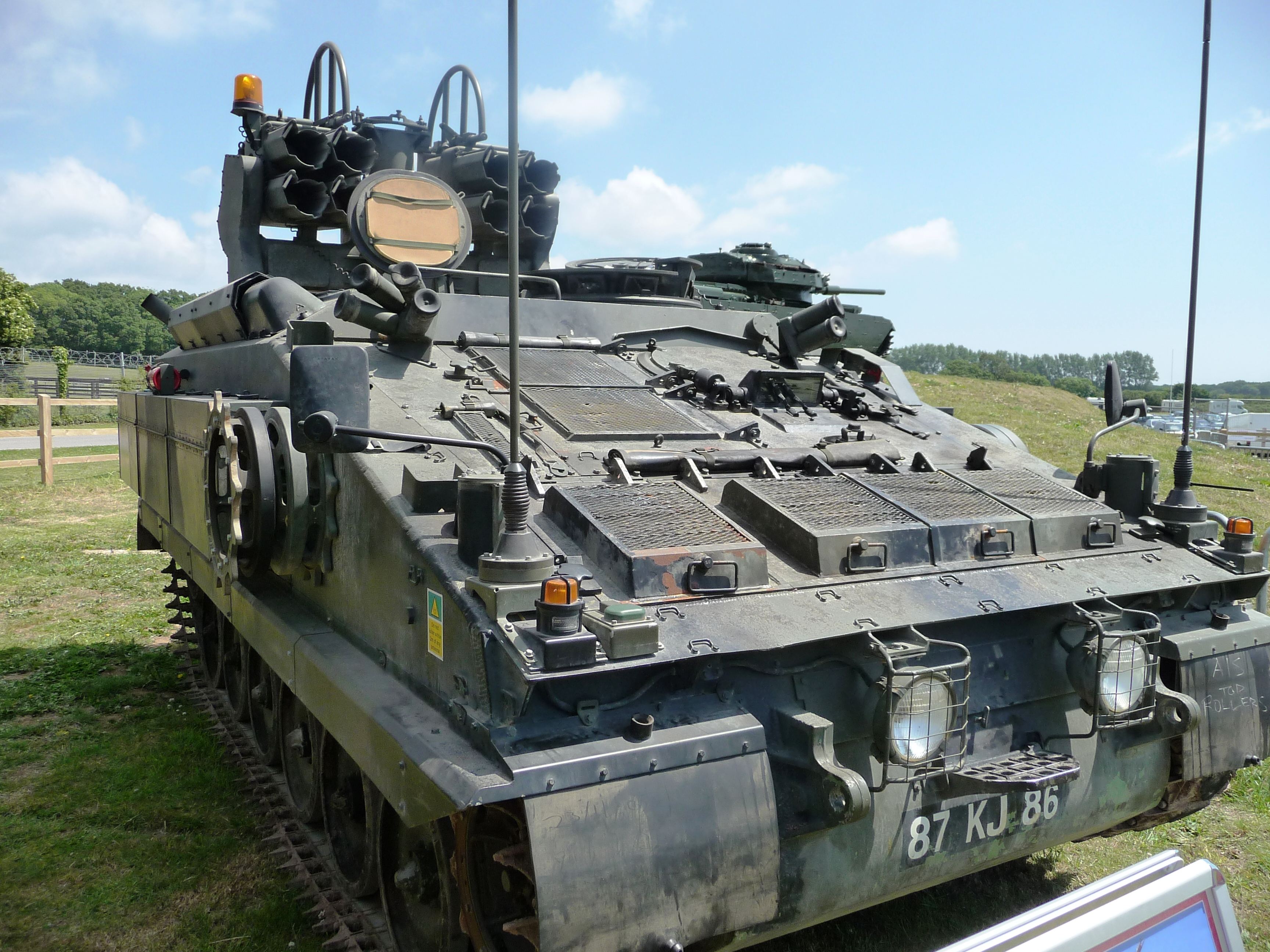
FV4333 Stormer
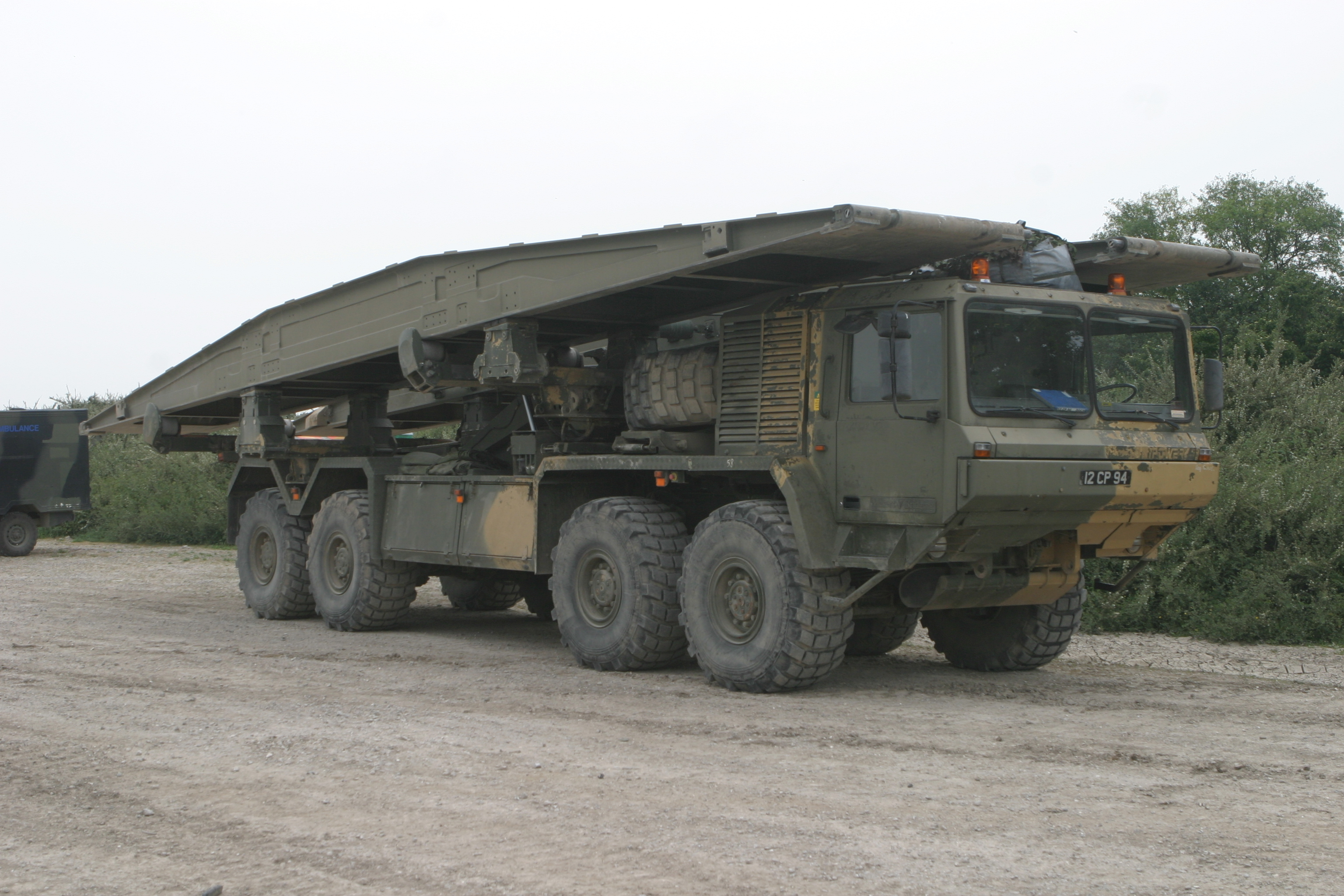
Vehículo lanzapuentes blindado (AVLB), fabricado por Alvis Unipower Limited
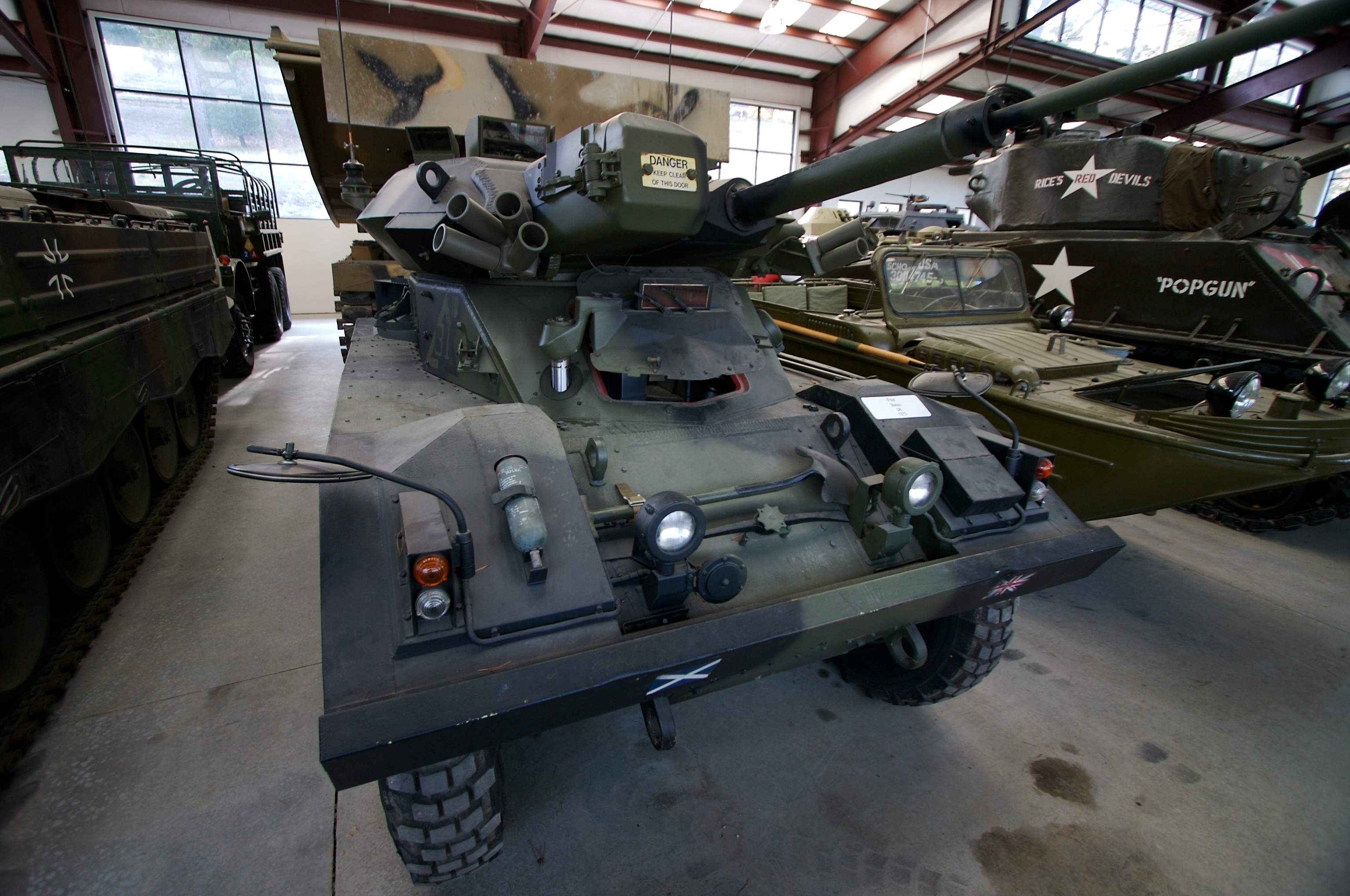
Vehículo blindado de reconocimiento FV721 Fox
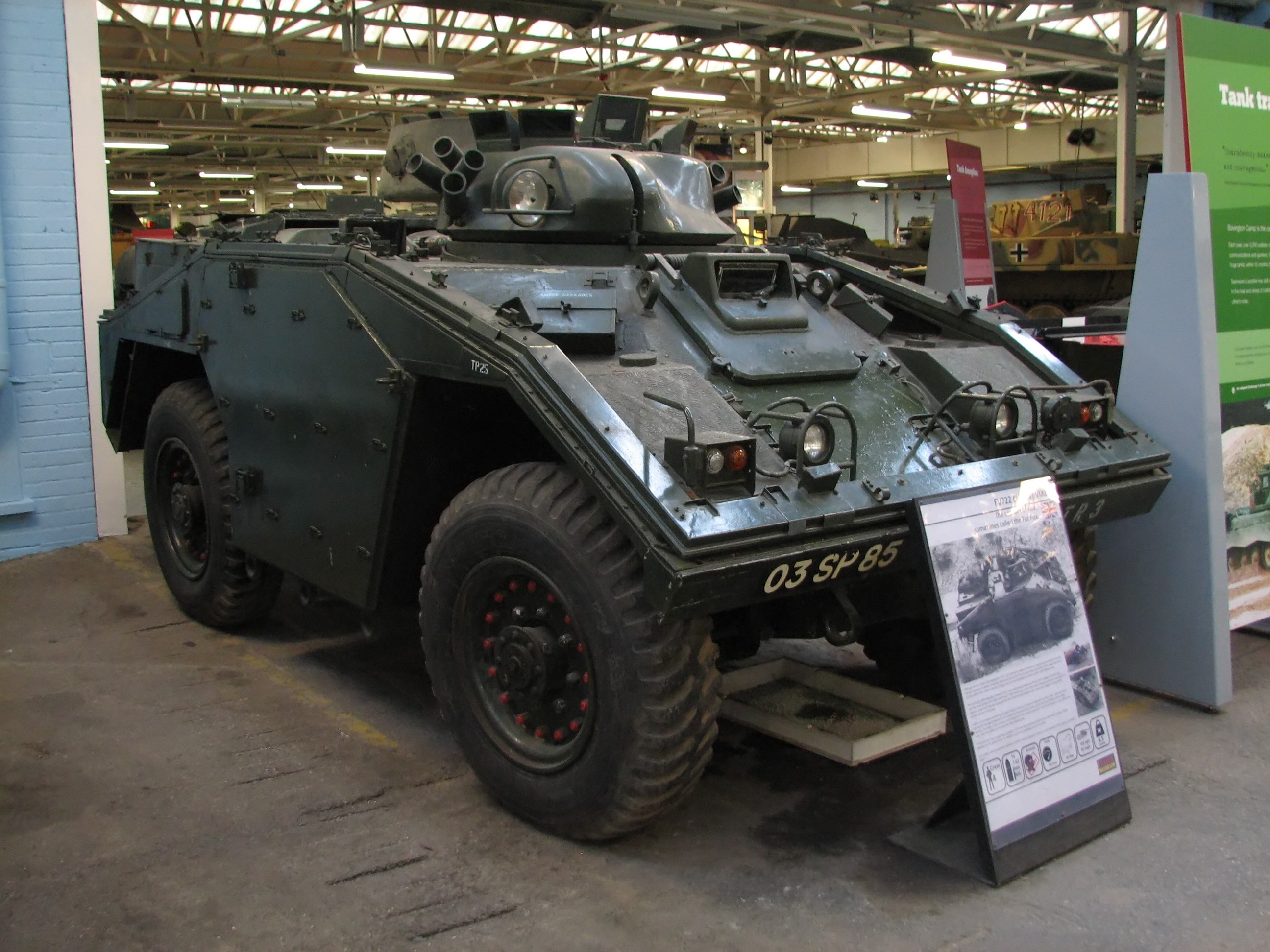
Vehículo blindado de reconocimiento FV722 Vixen (con ruedas)

## Propietarios de vehículos Alvis
Más del 20 por ciento de todos los automóviles Alvis fabricados todavía se conservaban en 1989. El Alvis Owner Club, fundado en 1951, es un club para todos los entusiastas de los automóviles y vehículos militares Alvis. Tiene más de 1300 miembros. Anualmente alberga fines de semana internacionales, donde los propietarios del Reino Unido y del extranjero exhiben sus vehículos.
El Alvis Register es un club con más de 600 miembros, dedicado a todo lo relacionado con los automóviles antiguos Alvis (1920-1932). Los miembros pueden acceder a información técnica e histórica y compartir su interés con otros entusiastas de Alvis. La mayoría de los miembros del club poseen uno o más automóviles Alvis.

## Lecturas relacionadas
- Clarke, R. M. (1989). Alvis gold portfolio 1919–1967. Brooklands Books. ISBN 978-1-870642-84-2.
- Culshaw, D. (2003). Alvis three litre in detail: TA21 to TF21 1950–67. Herridge and Sons. ISBN 978-0-9541063-2-4.
- Padfield, A. (2000). «Captain G T Smith-Clarke: automobile and medical engineer». J Med Biogr 8 (2): 89-96. PMID 10994055. S2CID 37574528. doi:10.1177/096777200000800205. Archivado desde el original el 1 de octubre de 2011.